# Alpina (automobile)
Pour les articles homonymes, voir Alpina.
Ne pas confondre avec le constructeur Alpine appartenant à Renault.

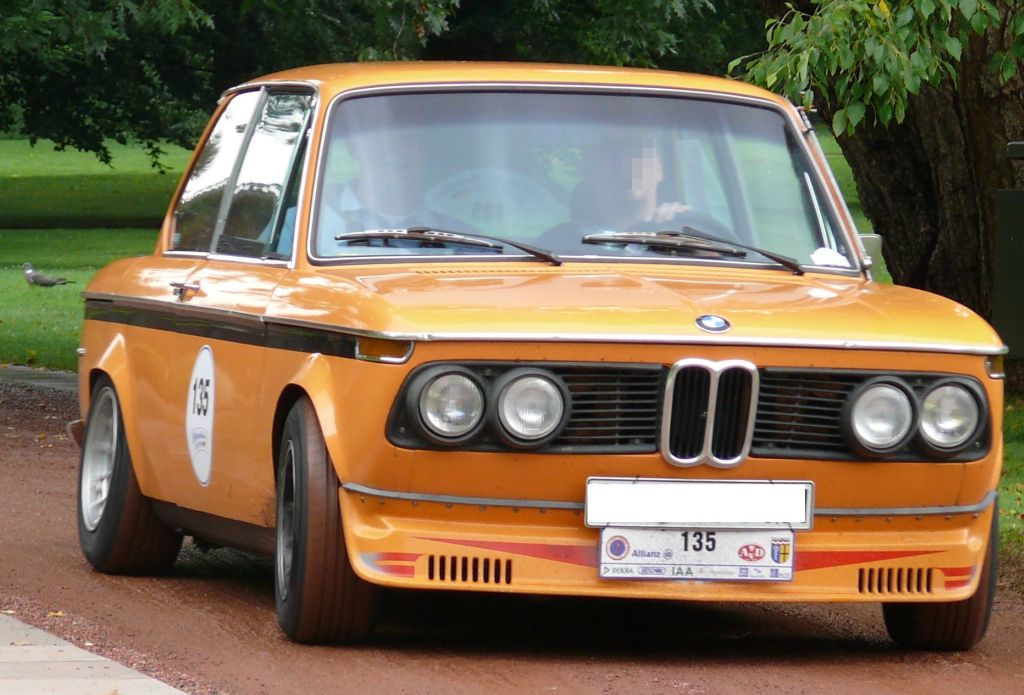
BMW 2002 ti préparée par Alpina.

Alpina Burkard Bovensiepen GmbH & Co. KG est un constructeur automobile allemand spécialisé dans les segments haut de gamme et sportif dont les modèles, produits en petite série, sont fondés sur ceux du Groupe BMW.
Créé en 1965 par Burkard Bovensiepen, en Bavière, Alpina est à l’origine un préparateur d’automobiles du constructeur bavarois BMW. Dès le début, la qualité des préparations fait que BMW continue d’appliquer sa garantie sur les voitures modifiées. Grâce à ses succès en compétitions de voitures de tourisme, Alpina devient le plus important préparateur d’Europe durant les années 1970. Les préparations, sérieuses et substantielles, font qu’il est reconnu comme constructeur automobile en 1983. Alpina s’est depuis spécialisé dans la fabrication de voitures étroitement dérivées de celles du Groupe BMW et vendues en concessions BMW. Les améliorations apportées concernent le moteur, le châssis, la boîte de vitesses, l’aérodynamique et les finitions intérieures, plus luxueuses et personnalisables. Plus de 1 500 voitures sont vendues annuellement ces dernières années.
Alpina collabore étroitement avec BMW. Cela prend la forme de travaux communs de recherche et développement, des prestations de conseil et de sous-traitance réalisées par Alpina, de la fabrication partielle des Alpina par BMW ou de l’intégration de modèles Alpina dans la gamme BMW en Amérique du Nord. Début 2022, les deux constructeurs signent un accord prévoyant l’acquisition de la marque Alpina par BMW vers la fin de l'année 2025.
Alpina est également actif dans le négoce de grands vins depuis 1979. Son nom est repris de celui de l’entreprise de machines à écrire créée par le père du fondateur.

## Histoire

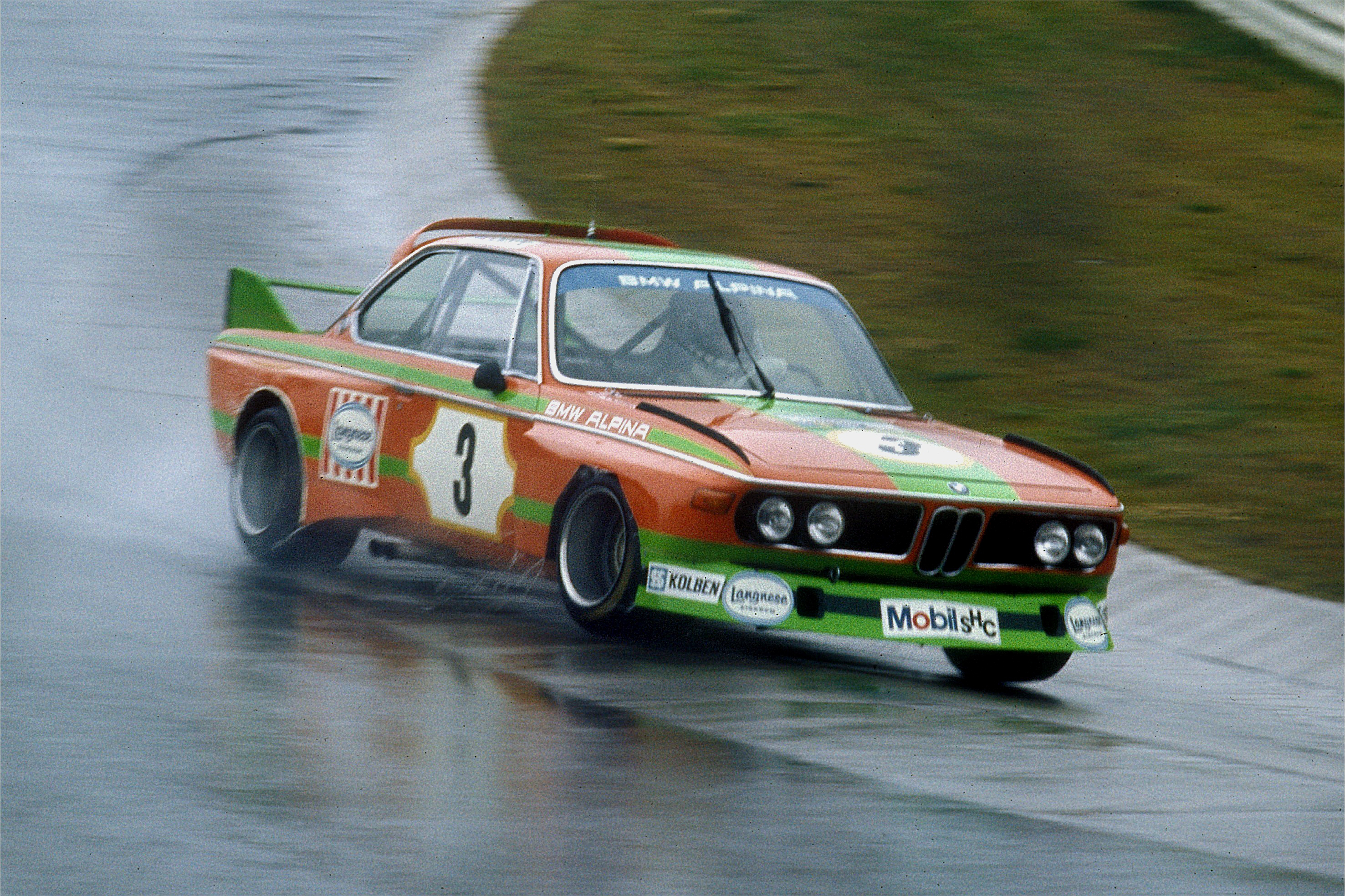
BMW 3.0 CSL pilotée par Helmuth Koinigg sur la Nordschleife en 1974.

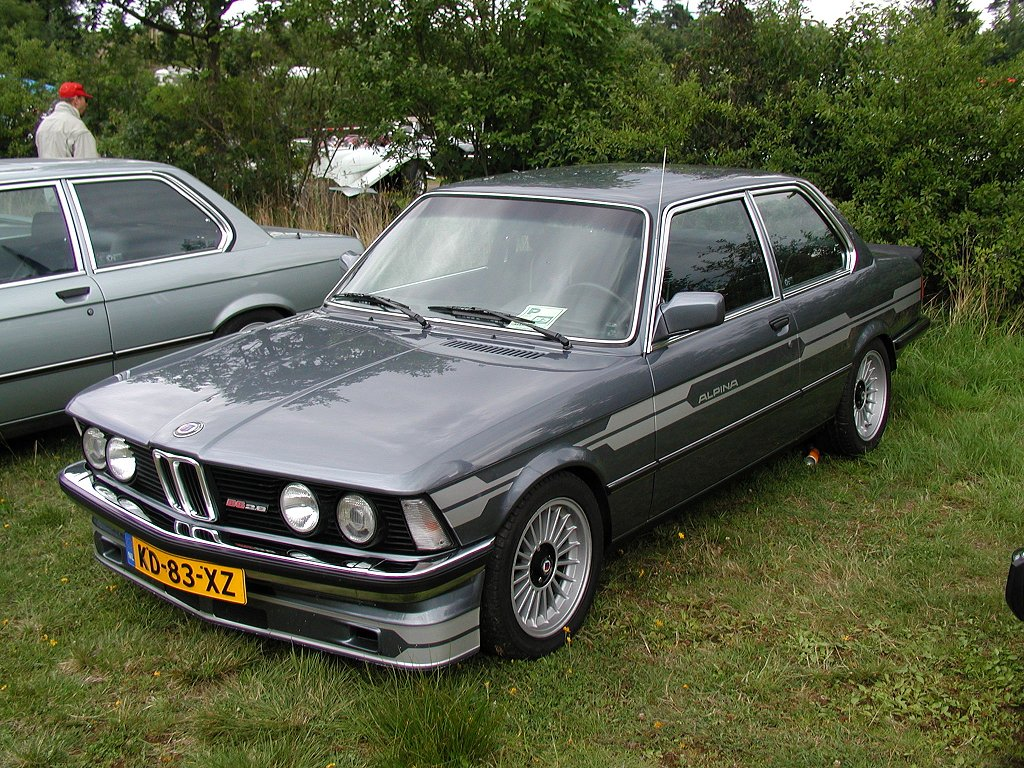
B6 2,8 basée sur la BMW Série 3 E21.

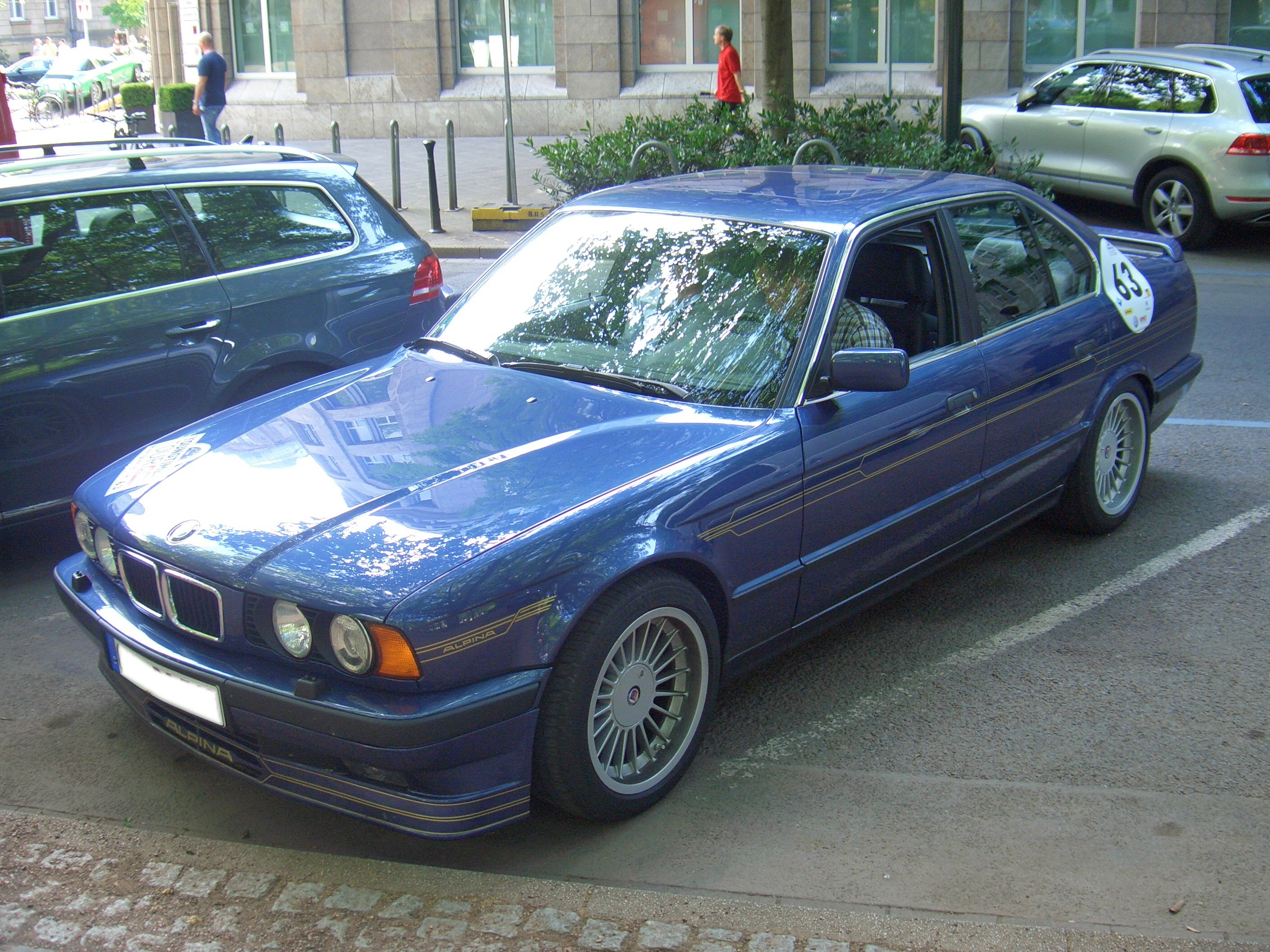
B10 Bi-Turbo.

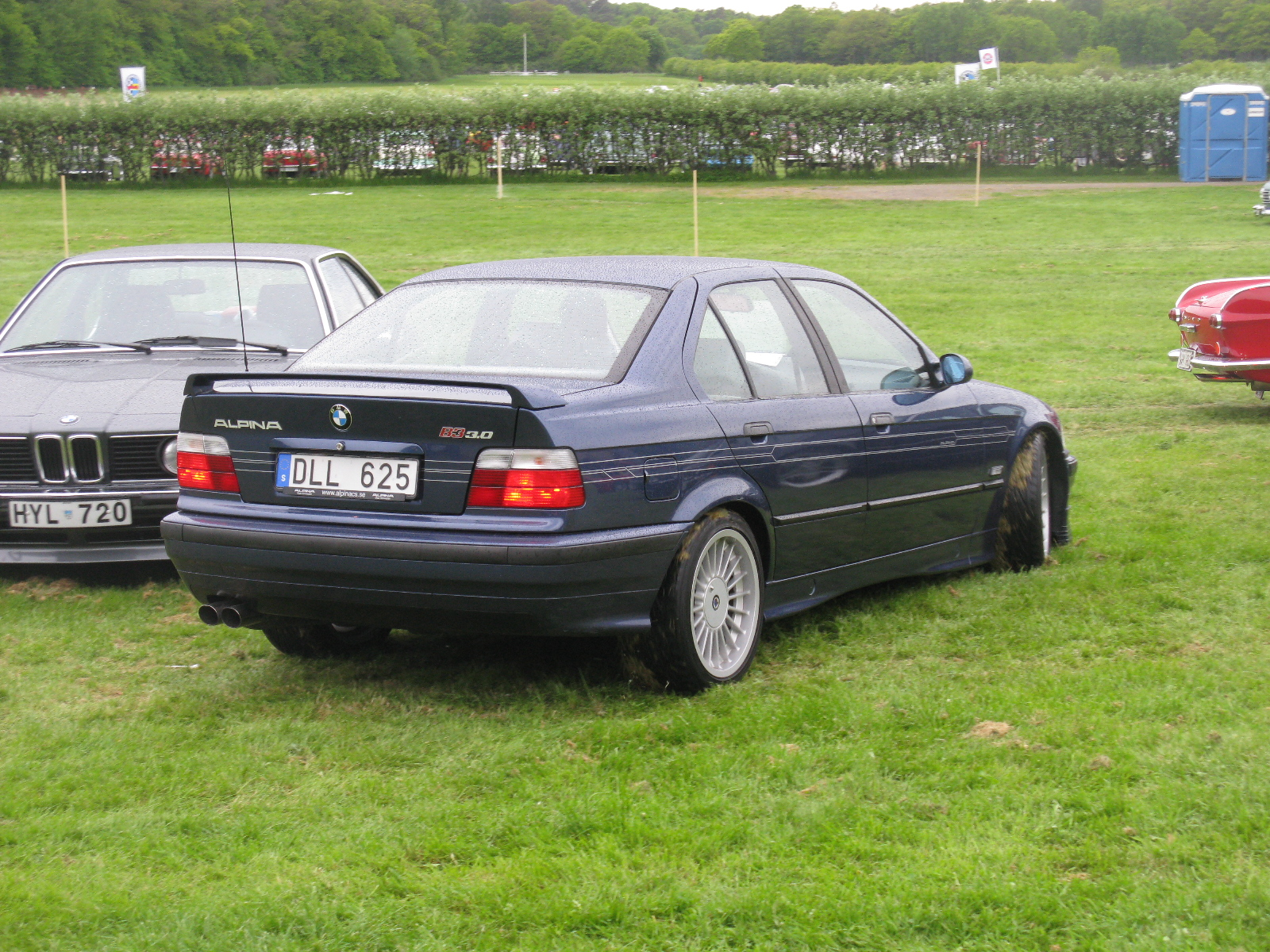
B3 3,0 basée sur la BMW Série 3 E36.

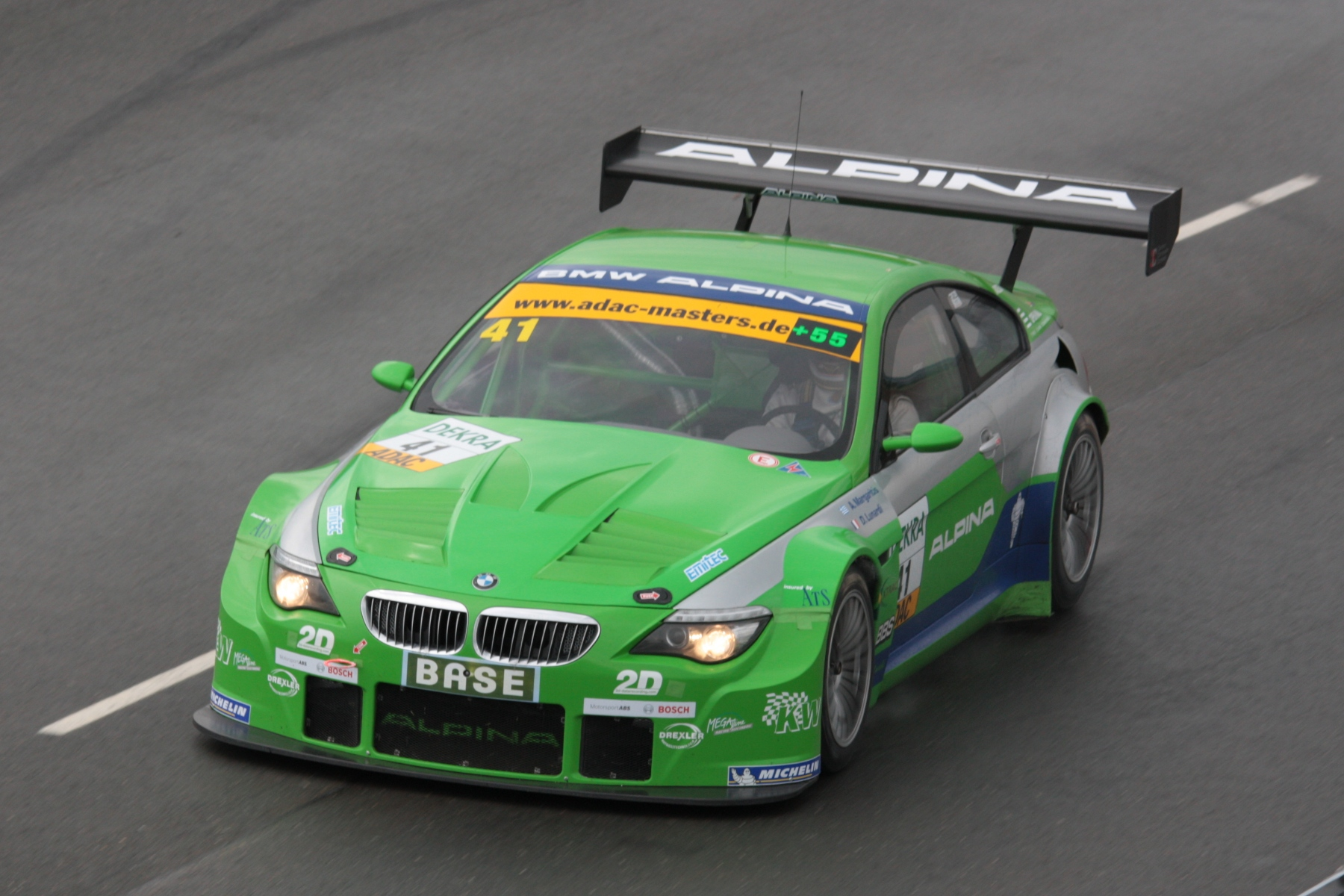
B6 GT3 basée sur la BMW Série 6 E63.

### Les débuts
La première entreprise Alpina, Alpina Büromaschinenwerke-Vertrieb Bovensiepen KG., est fondée en 1949 par le docteur Otto Rudolf Bovensiepen. Cette entreprise, basée à Kaufbeuren en Bavière, fabrique des machines à écrire mécaniques à partir de 1951. Entre 1952 et 1961 est produit un modèle semi-portable apprécié pour ses qualités. Au début des années 1960, Alpina subit la concurrence des machines à écrire électroniques venues d’Asie.
En 1962, Burkard Bovensiepen (né en 1936), fils de Rudolf Bovensiepen, commence le développement d’une motorisation à doubles carburateurs Weber pour équiper la BMW 1500. Pour cela, il se sert du matériel de l’usine de son père. Cette mécanique reçoit beaucoup d’éloges de la presse mais aussi du patron de BMW. La fabrication du moteur débute dans l’usine de machines à écrire. La même année, Rudolf Bovensiepen vend les droits sur les machines à écrire et les calculateurs Alpina à Standard Electrik Lorenz (devenu par la suite Alcatel-Lucent Germany AG) qui fait partie de l’International Telephone and Telegraph Corporation. Pendant deux ans, jusqu’en 1964, la production des machines à écrire et calculateurs Alpina continue puis les actifs restants sont vendus à Vorwerk. Près de 300 000 machines à écrire ont été produites.
En 1964, BMW accorde aux véhicules disposant du système Alpina la garantie complète d’usine, reconnaissant ainsi leur qualité. En 1965, l’entreprise Alpina Burkard Bovensiepen KG. est créée et s’installe dans l’ancienne usine de machines à écrire. Elle compte alors huit employés. Le logo d’Alpina Burkard Bovensiepen est créé en 1967. Il est différent de celui d’Alpina Büromaschinenwerke-Vertrieb.
En 1969, les droits des machines à écrire et calculateurs reviennent à l’ingénieur Oskar Mildner qui avait réalisé en 1958 le prototype de la machine à calculer miniature Alpina. Intéressé seulement par les actifs liés aux calculateurs, il revend les autres actifs et l’usine de Kaufbeuren à Olympia Wilhelmshaven. L’année suivante, Burkard Bovensiepen déménage son entreprise automobile à Buchloe, à une vingtaine de kilomètres de Kaufbeuren. L’usine de Kaufbeuren, désormais vide, est remise en état pour la production de calculateurs ; 1 600 calculateurs sont produits jusqu’à la fin en 1971. Au total, 5 000 calculateurs ont été produits. Alpina Büromaschinenwerke-Vertrieb est dissoute en 1972.

### Succès en compétition
Le préparateur débute en compétition en 1966 en engageant une BMW 2000 TI au Rallye international des journalistes. En 1968 commence la participation aux compétitions de voitures de tourisme. Entre 1968 et 1973 plusieurs grands pilotes comme Derek Bell, Harald Ertl, James Hunt, Jacky Ickx, Niki Lauda, Brian Muir et Hans-Joachim Stuck prennent place au volant des BMW Alpina. Alpina remporte ainsi le championnat Européen des voitures de tourisme en 1970 et 1973, mais aussi plusieurs courses en Allemagne et en Europe comme les 24h de Spa-Francorchamps en 1970. En 1971, Alpina développe pour et avec BMW une version légère de la BMW 3.0 CS, appelée CSL, qui a été engagée avec succès en compétitions de voitures de tourisme,.

### Les voitures de tourisme
Durant le choc pétrolier des années 1970, Alpina résiste à la crise et s’associe à différents revendeurs en Allemagne, Grande-Bretagne et en Suisse. L’entreprise développe aussi des moteurs fonctionnant au gaz. Après une nouvelle victoire dans le championnat Européen des voitures en 1977 avec Dieter Quester, les dirigeants décident d’arrêter les courses automobiles et d’orienter l’activité vers la fabrication de voitures de route. Ainsi en 1978, Alpina présente la B6 2,8 sur la base de la série 3 (E21) et la B7 Turbo sur la base de la série 5 (E12). Cette dernière est alors la berline la plus rapide du monde. L’activité de préparation sur des voitures BMW fournis par des clients cesse progressivement au cours des années qui suivent et désormais l’entreprise ne vend plus que des véhicules neufs qu’elle a préalablement modifiés, basés sur les modèles BMW.
À la fin des années 1970, Ferdinand Piëch suggéra à Burkard Bovensiepen qu’Alpina serait la base idéale pour développer le projet naissant de voiture de rallye Audi Quattro. Burkard Bovensiepen refusa au motif que le rallye n’était pas sa tasse de thé et ne correspondait pas à son style. Ne pouvant travailler avec Alpina, Piëch en débauchera un responsable de développement : Fritz Indra (de).
En 1979, un partenariat avec un importateur est monté au Japon. La même année, Burkard Bovensiepen, amateur de vin, ajoute une autre activité, rapidement fructueuse, à l’entreprise : l’import et le négoce de vins.
En 1982, les locaux hébergent l’équipe BMW Motorsport qui y réalise en toute discrétion le début du développement de leur moteur de Formule 1.
Le Ministère des Transports allemand reconnaît Alpina comme constructeur automobile en 1983.
À partir de 1985 Alpina est le premier constructeur à équiper tous ses modèles de pots catalytiques en métal, utilisant la technologie d’Emitec. Technologie reconduite sur la BMW M3 Groupe A de l’écurie Alpina en 1987, lors du retour d’Alpina dans le championnat allemand de voitures de tourisme, dans lequel le constructeur remporte plusieurs victoires. Après la saison 1988, Alpina se retire de la compétition pour se concentrer uniquement sur la commercialisation de voitures de route.
Au début des années 1990, Alpina est en pleine croissance, grâce au succès commercial de la B10 Bi-Turbo, l’entreprise qui comprend environ 120 employés se fait construire de nouveaux locaux à Buchloe. En 1992, Alpina devient l’un des premiers constructeurs automobiles à équiper une voiture d’une boîte de vitesses à gestion électronique, nommée Shift-Tronic. Cette boîte de vitesses permet des changements de rapports plus dynamiques et ouvre la voie aux nouvelles boîtes de vitesses séquentielles. Alpina introduit aussi les premiers véhicules de série, les B12 5,7, équipés de pots catalytiques à chauffage électrique. Cette technologie, développée par Emitec conjointement avec Alpina et BMW, permet de réduire de 80 % les émissions de HC, NOx et CO par rapport à la norme en vigueur en 1996.
En 1996, Alpina développe avec BMW et son sous-traitant Steyr-Daimler-Puch un moteur Diesel performant et moderne équipé des dernières technologies, destiné à motoriser du futurs modèles BMW et Alpina. Ce moteur six cylindres, nommé M57, est basé sur le BMW M51 et est la base du moteur BMW N57 qui lui succède. Il remporte le prix International Engine of the Year (en) dans la catégorie « 2,5 - 3 litres » de 1999 à 2002. Une version retravaillée, biturbo, remporte le prix de nouveau en 2005. Au salon de Genève 1999, Alpina présente son premier modèle carburant au diesel, la D10 Bi-Turbo basée sur la série 5 (E39) et développée dans le cadre de ce programme. Le moteur a notamment deux turbocompresseurs à géométrie variable dont les aubes sont contrôlées par un dispositif électromécanique et, en première mondiale, une injection directe par rampe commune de seconde génération propulsant le gazole dans les cylindres à une pression maximale de 1 600 bars.
Peu après avoir quitté son poste de directeur de développement chez BMW et être devenu directeur de la division Premier Automotive Group de Ford en 1999, Wolfgang Reitzle (de) proposa de racheter Alpina pour en faire la division performance de Jaguar. L’offre de 200 millions de Deutsche Mark fut refusée par Burkard Bovensiepen.
En 2002, Alpina entre officiellement sur le marché américain avec la Roadster V8 basée sur la Z8 vendue par BMW of North America. En 2008, de vastes nouveaux locaux de recherche et développement sont construits.
En 2009, Alpina lance la B6 GT3 de compétition, basée sur la série 6 E63, et participe au championnat d'Europe FIA GT3, au Championnat de France FFSA, à l’ADAC GT Masters, au VLN Langstreckenmeisterschaft Nürburgring ainsi qu’à quelques épreuves telles que 24 Heures de Spa et du Nürburgring. En 2010 et 2011 la marque ne court plus officiellement et fournit un support compétition-client. En 2011 sort une version améliorée de la B6 GT3 et l’écurie LIQUI MOLY Team Engstler remporte l’ADAC GT Masters avec les pilotes Dino Lunardi et Alexandros Margaritis. En 2012, Alpina revient avec une écurie officielle et termine à la quatrième place de l’ADAC GT Masters. En 2013, Alpina quitte la compétition et continue depuis à offrir un support aux clients encore engagés.
Lancée en 2013, la D3 Bi-Turbo est la voiture diesel de série la plus rapide du monde, avec une vitesse de pointe de 278 km/h. Bien reçue par les critiques,,,,, elle est élue « meilleure voiture diesel sportive de série » par les lecteurs de sport auto (auto motor und sport) en 2014, 2015 et 2016 et est également la voiture ayant reçu le plus de votes toutes catégories confondues dans le vote de 2014.
À partir de juin 2019, avec la fin de la production des B3 S Bi-Turbo et B4 S Bi-Turbo, l’ensemble de la gamme n’est plus disponible qu’en transmission intégrale, sauf dans les pays où l’on roule à gauche où certains modèles ne sont disponibles qu’en propulsion.
En 2020, deux nouveaux modèles introduisent des changements majeurs pour le constructeur. La D3 S est le premier modèle hybride d’Alpina avec son moteur à hybridation légère dérivé de celui de la BMW M340d, tandis que le XB7 est le premier VUS à moteur essence de la marque et son premier VUS produit et commercialisé en Amérique du Nord.

### Acquisition par le groupe BMW
Le 10 mars 2022, le groupe BMW et Alpina annoncent la future acquisition de la marque Alpina par la firme Munichoise à la fin de 2025, à l’issue de l’accord de coopération en cours, signé en 2020 pour une durée de 5 ans,. Le contexte de normes anti-pollution toujours plus sévères et d’homologations plus coûteuses a été un élément déterminant pour le petit constructeur.
BMW prenant seulement le contrôle de la marque, fin 2025, la gamme de véhicules développés par Alpina sera complètement arrêtée et l′usine et le centre de recherche et développement, fermés. L’activité automobile continuera sur le site de Buchloe pour le service après-vente, les pièces détachées et la restauration d’anciennes Alpina. La B7 est le premier modèle arrêté et non renouvelé, en septembre 2022, à la suite de la fin de production de la Série 7 de cette génération.

## L’entreprise

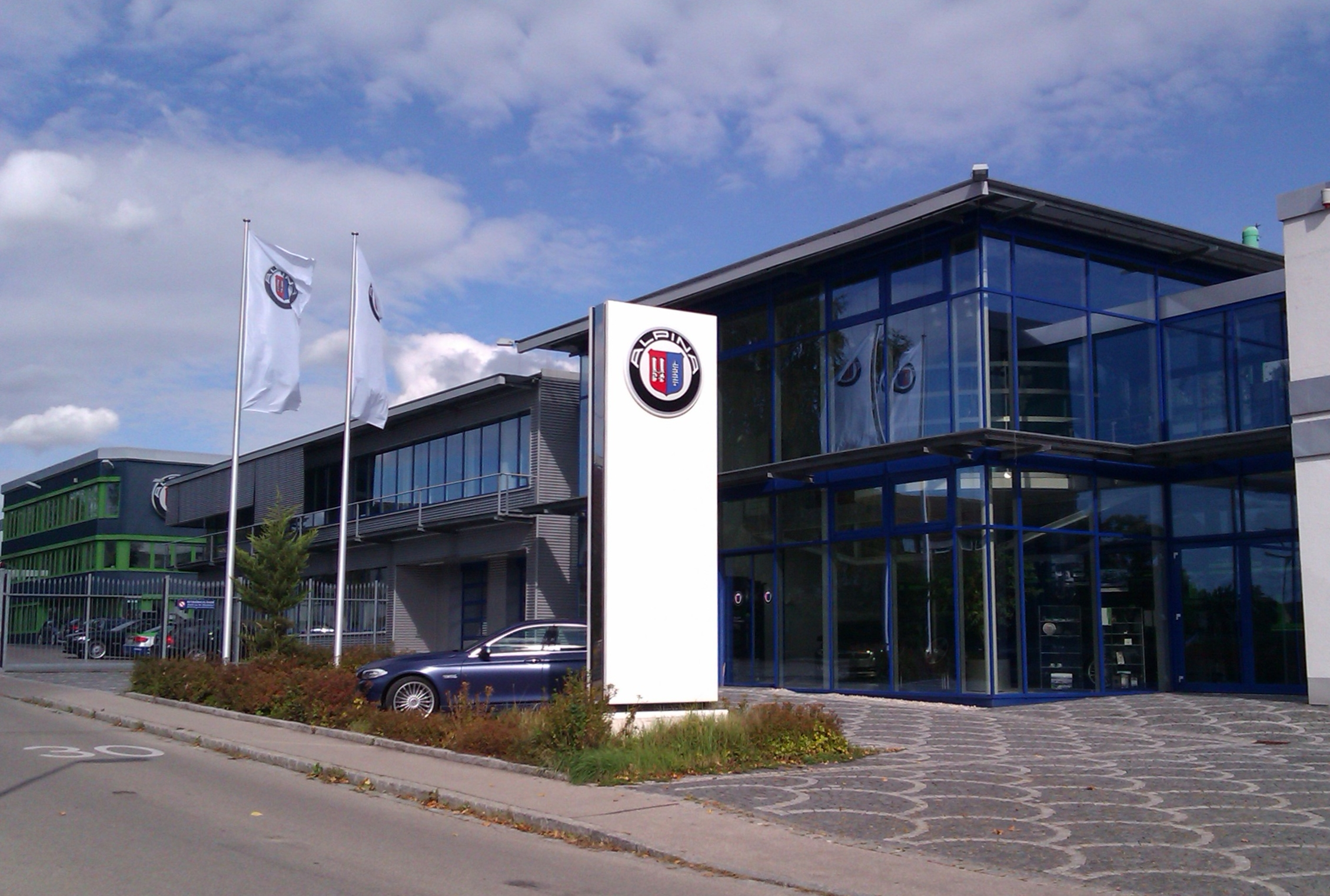
Le siège.

Alpina est une entreprise familiale depuis sa création. En 2014, Florian et Andreas Bovensiepen, les fils de Burkard Bovensiepen, sont codirecteurs. Le nombre d’employés passe d’environ 220 en 2015 à plus de 250 en juin 2017 et 270 en juin 2018. Burkard contribue toujours au maintien de bonnes relations entre BMW et Alpina et participe aux prises de décision. Le siège, le centre de recherche et développement, l’usine et la cave à vin sont sur le même site à Buchloe en Bavière.
Les travaux de recherche et développement et de sous-traitance pour le compte de BMW représentent environ cinq pour cent du chiffre d’affaires,. Cela inclut la vérification des émissions polluantes d’environ 250 véhicules par an ou encore le réglage des trains roulants de modèles tels que le Série 2 Active Tourer (F45).

### Emblème et logotype
Sur les premières voitures Alpina, le logotype « Alpina » était celui de l’entreprise de machines à écrire.
Le tout premier insigne, rond, représente au centre le drapeau bavarois à carreaux blancs et bleus autour duquel est inscrit le nouveau logotype de la marque sur un fond noir. Le drapeau bavarois est rapidement remplacé par un carburateur et un vilebrequin dessinés dans un blason de gueules et d’azur. Ces deux éléments représentent les principales techniques utilisées par Alpina pour augmenter la puissance des moteurs à une époque où les turbocompresseurs étaient rares. Le logotype est également très légèrement modifié. Une nouvelle version quasi identique présente un dessin du carburateur différent. Quelques années plus tard, l’insigne actuel est créé en modifiant le logotype, rétrécissant la bande noire et remplaçant le dessin du carburateur par celui d’un collecteur d’admission.

Insigne actuel.
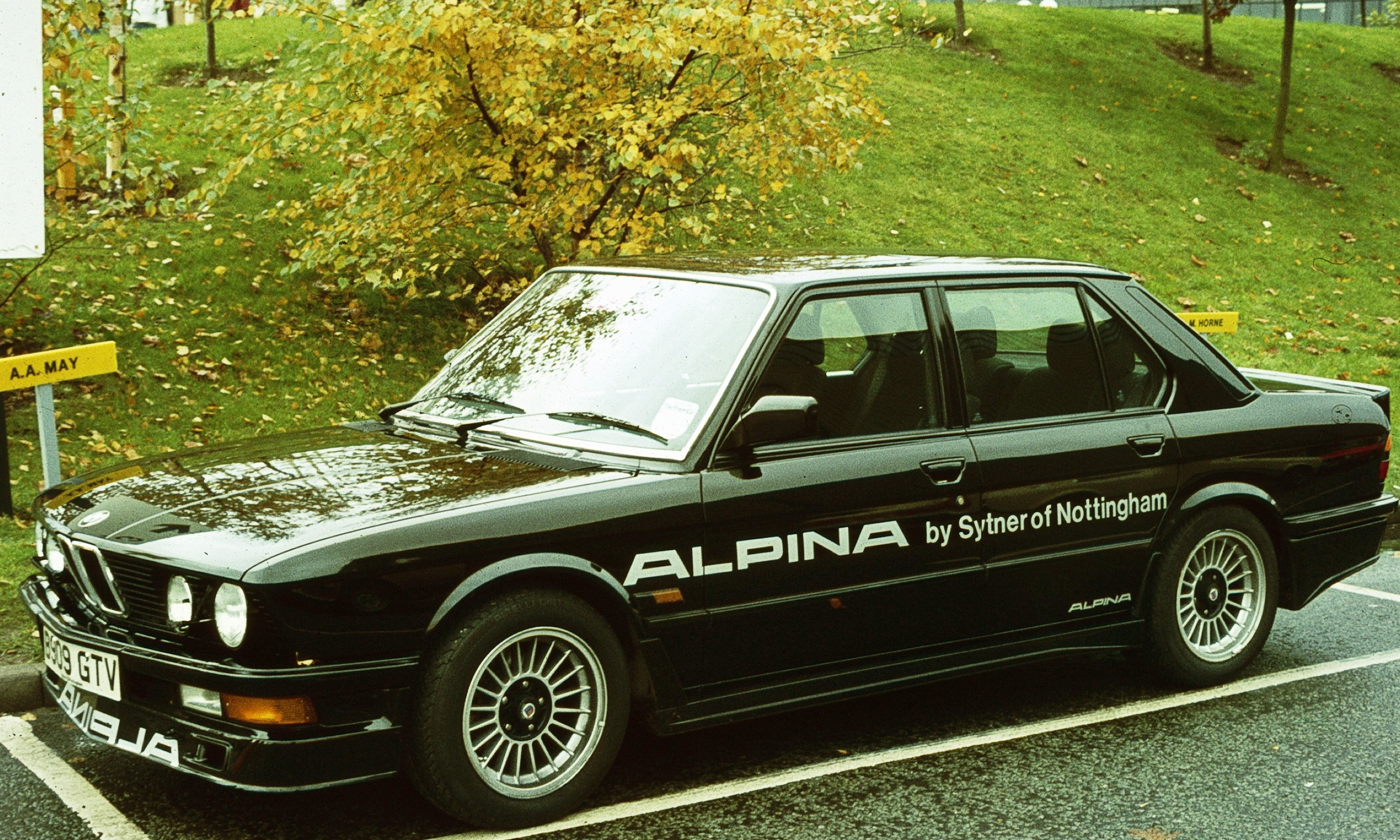
Logotype Alpina sur une B9 3.5

Les voitures Alpina conservent les insignes BMW sur leur capot et leur coffre. À titre de comparaison, BMW interdit aux préparateurs et autres tuners de laisser ses logos sur leurs voitures modifiées.

### Alpina Wein
La division Alpina Wein, active dans le négoce de grands vins et créée en 1979, a réalisé pour 12 millions d’euros de ventes en 2013.
Son stock contient plus de 2 000 références de vins et plus d’un million de bouteilles conservées dans un hangar climatisé sur le site de Buchloe.

## Conception des automobiles
Toutes les voitures Alpina sont basées sur des modèles du constructeur BMW. BMW fournit à Alpina les données de CAO de ses futurs modèles plus de quatre ans avant leur entrée en production. Alpina choisit ensuite les modèles pour lesquels elle souhaite réaliser ses propres versions et doit ensuite obtenir l’approbation du conseil d’administration de BMW. En moyenne, 300 pièces sont changées, notamment au niveau du moteur (cylindrée, turbocompresseurs, refroidissement...), du châssis, de la boîte de vitesses, de l’aérodynamique, des freins, de l’échappement, des finitions intérieures plus luxueuses et personnalisables, etc.
Le centre de recherche et développement Alpina équipé de bancs de tests de moteurs à la pointe de la technologie est mis à contribution. Les essais routiers et sur circuit des prototypes d’un tout nouveau modèle peuvent commencer plusieurs mois avant que BMW ne dévoile ou commercialise son propre modèle,. Les prototypes camouflés Alpina et BMW peuvent être essayés côte-à-côte, comme au centre de test BMW M de Nürburg près du Nürburgring. Alpina étudie l’aérodynamique de ses modèles dans la soufflerie de BMW. Près de 40 000 kilomètres d’essais intensifs sur tous types de routes sont effectués ainsi que des tests sur la Nürburgring Nordschleife, le circuit de Miramas (propriété et piste d’essais de BMW) et l’anneau de vitesse de Nardò (propriété et piste d’essais de Porsche). Environ 10 millions d’euros sont investis pour développer un nouveau modèle.

## Production

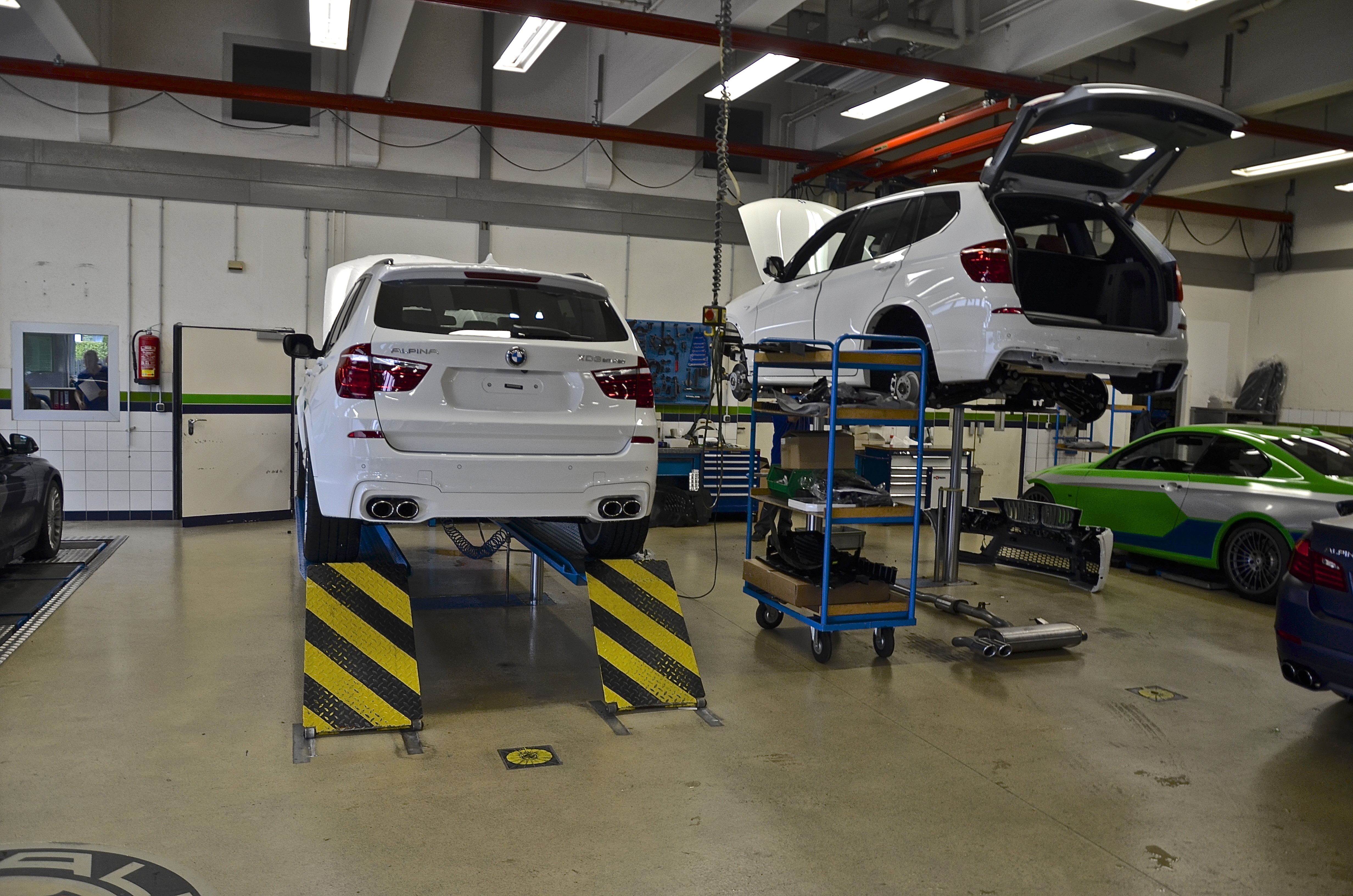
Deux XD3 Bi-Turbo dans l’atelier d’Alpina.

Actuellement, la majorité des Alpina est quasiment entièrement produite dans des usines BMW. Les moteurs sont des moteurs BMW modifiés par Alpina, assemblés à la main dans l’usine Alpina à Buchloe à partir de pièces BMW et de pièces spécifiques. Les pièces détachées spécifiques aux modèles Alpina (fabriquées par Alpina ou par des équipementiers spécialisés) et les moteurs modifiés sont fournis directement aux usines BMW. Certains éléments des modèles Alpina sont directement issus d’autres modèles de la gamme BMW. Sur les lignes de production des usines BMW, ces pièces et moteurs Alpina sont montés sur les voitures à la place des pièces de série. Les usines BMW s’occupent également du chargement du micrologiciel Alpina sur l’unité de contrôle du moteur et de la réalisation des peintures bleu Alpina et vert Alpina. Les voitures assemblées sont généralement envoyées dans l’usine Alpina à Buchloe où les touches finales, notamment en ce qui concerne l’intérieur, sont apportées,.
Alpina n’étant pas reconnu comme constructeur en Amérique du Nord, les BMW Alpina vendues dans cette région sont entièrement construites dans les usines BMW et ne reçoivent pas certaines modifications présentes sur les modèles européens comme les sièges et intérieurs en cuir Lavalina. Les XB7 à destination des marchés canadien et américain sont ainsi assemblés dans l’usine BMW de Spartanburg aux États-Unis, avec des pièces importées de chez Alpina en Allemagne. Les finitions et le contrôle de qualité sont réalisés par une équipe spécialement formée. Les XB7 à destination d’autres marchés sont également produits à Spartanburg puis passent par Alpina à Buchloe pour recevoir les dernières finitions.
L’Alpina XD3 I est basé sur le BMW X3 construit à Spartanburg aux États-Unis. Au contraire des usines allemandes pouvant produire les versions Alpina des Séries 3, 4, 5, 6 et 7, la ligne de production américaine du X3 n’est pas adaptée. Le XD3 reçoit donc la majorité ses modifications dans l’usine Alpina. En 2014, la capacité de production de l’usine de Buchloe a été insuffisante pour répondre à la forte demande du modèle.

### Caractéristiques générales des modèles

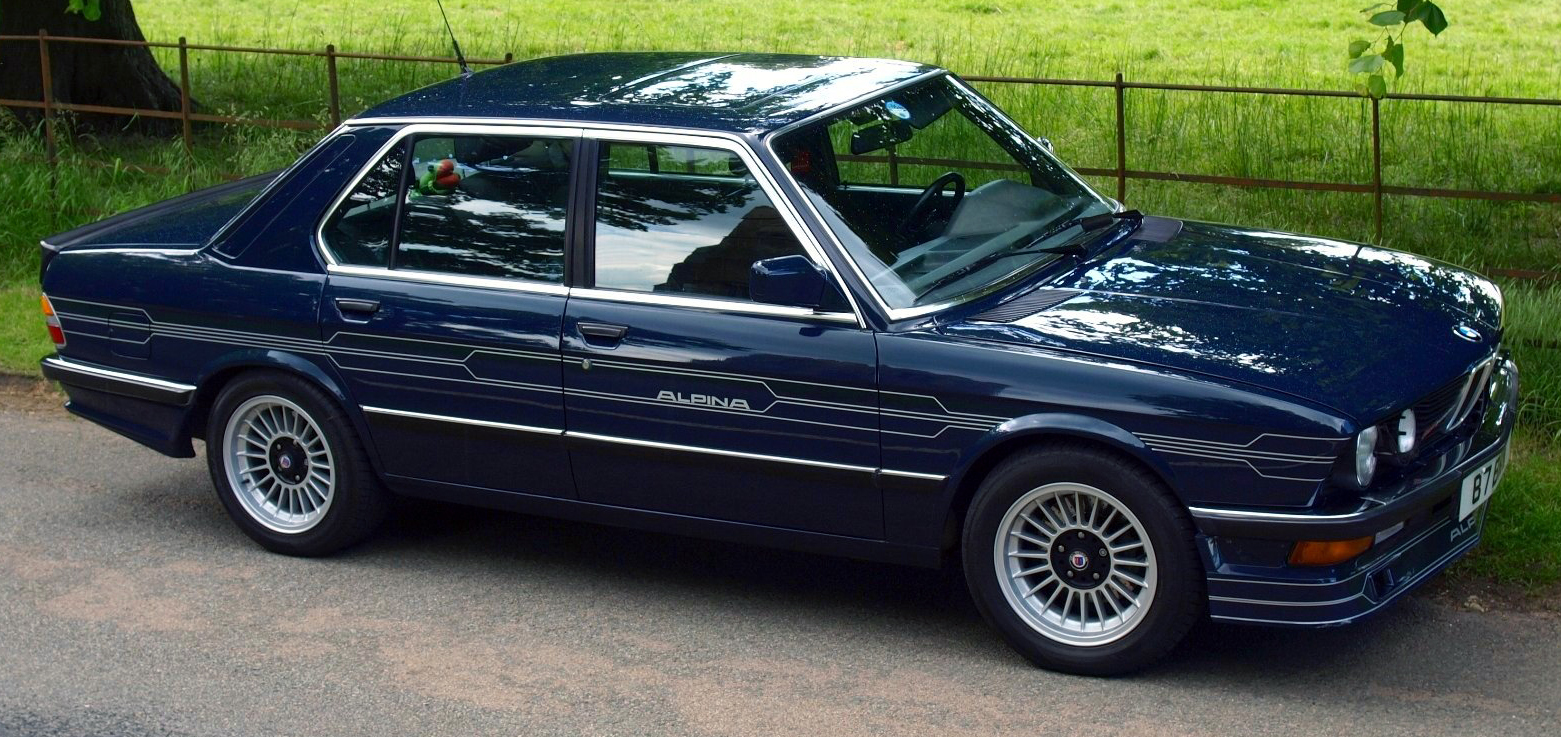
B7 Turbo de 1984 peinte en bleu Alpina, avec les ailerons avant et arrière, les jantes et les bandes décoratives.

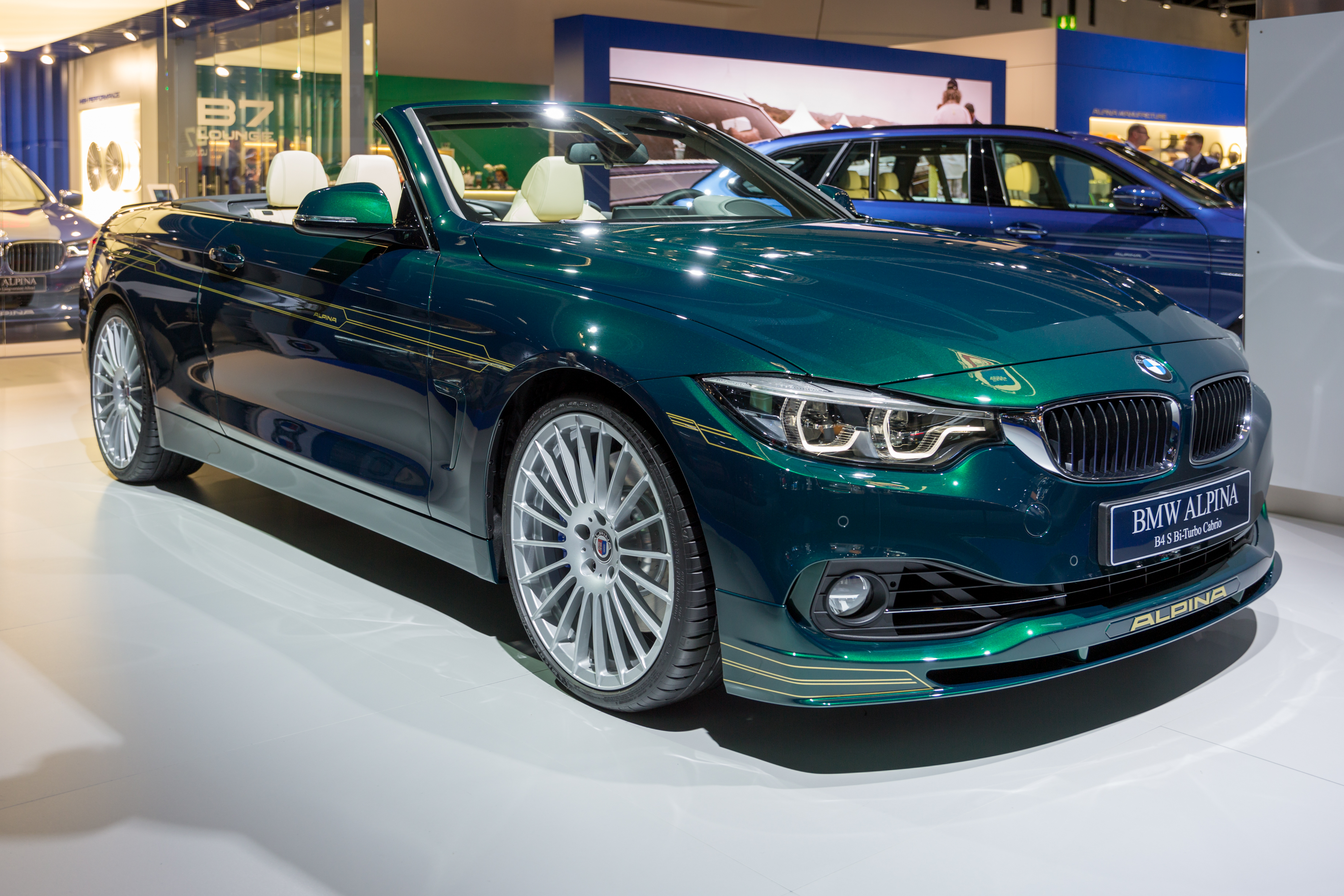
B4 S Bi-Turbo de 2017 peinte en vert Alpina, avec l’aileron avant, les jantes et les bandes décoratives.

Les voitures Alpina sont généralement réputées pour leurs performances de haut niveau associées à un grand confort et à un plus grand raffinement,. Les suspensions sont largement retravaillées. L’habitacle est particulièrement insonorisé et le moteur reste discret, même à haute vitesse. Le couple est privilégié et sa valeur élevée autorise de fortes accélérations quel que soit le rapport sélectionné,. Les Alpina sont le plus souvent équipées de boîtes de vitesses automatiques robotisées ou manuelles. Depuis les années 1980, Alpina est spécialisée dans les moteurs ayant un turbocompresseur, puis deux pour les modèles Bi-Turbo. Plus confortables et raffinées que les BMW M, elles sont généralement un peu moins performantes, en dehors de leur vitesse non limitée. Les Alpina sont moins sportives, moins orientées vers le circuit que les BMW M. Ainsi, en novembre 2014, la production d’une BMW M7 n’était pas envisagée ; selon le directeur de la planification des produits de BMW, l’Alpina B7 correspondait mieux au statut de berline de luxe de la BMW Série 7. Cependant, la B7 reste parfaitement capable de garder le rythme d’une BMW M3 E92 sur une route sinueuse lors d’un test.
Esthétiquement, les voitures Alpina diffèrent peu des modèles BMW desquels elles sont issues. Les boucliers avant et arrière sont généralement modifiés assez sobrement pour améliorer l’aérodynamique. Plusieurs couleurs, un bleu sombre Alpina, un vert sombre et un vert vif sont associées à la marque. Les deux premières sont disponibles sur les voitures de série, la troisième est celle des voitures de compétition. Les jantes à rayons sont également typiques de la marque depuis ses débuts. Depuis 1978, des bandes décoratives peuvent être posées, en option. Les bandes décoratives ont peu évolué depuis leur apparition, les jantes un peu plus. À l’intérieur, les cadrans du tableau de bord ont un fond bleu et différents éléments sont modifiés par la marque selon les modèles (boiseries, sellerie, cuir, électronique...). Dans chaque voiture est apposée une plaque avec le numéro de fabrication de l’exemplaire.

## Ventes et export

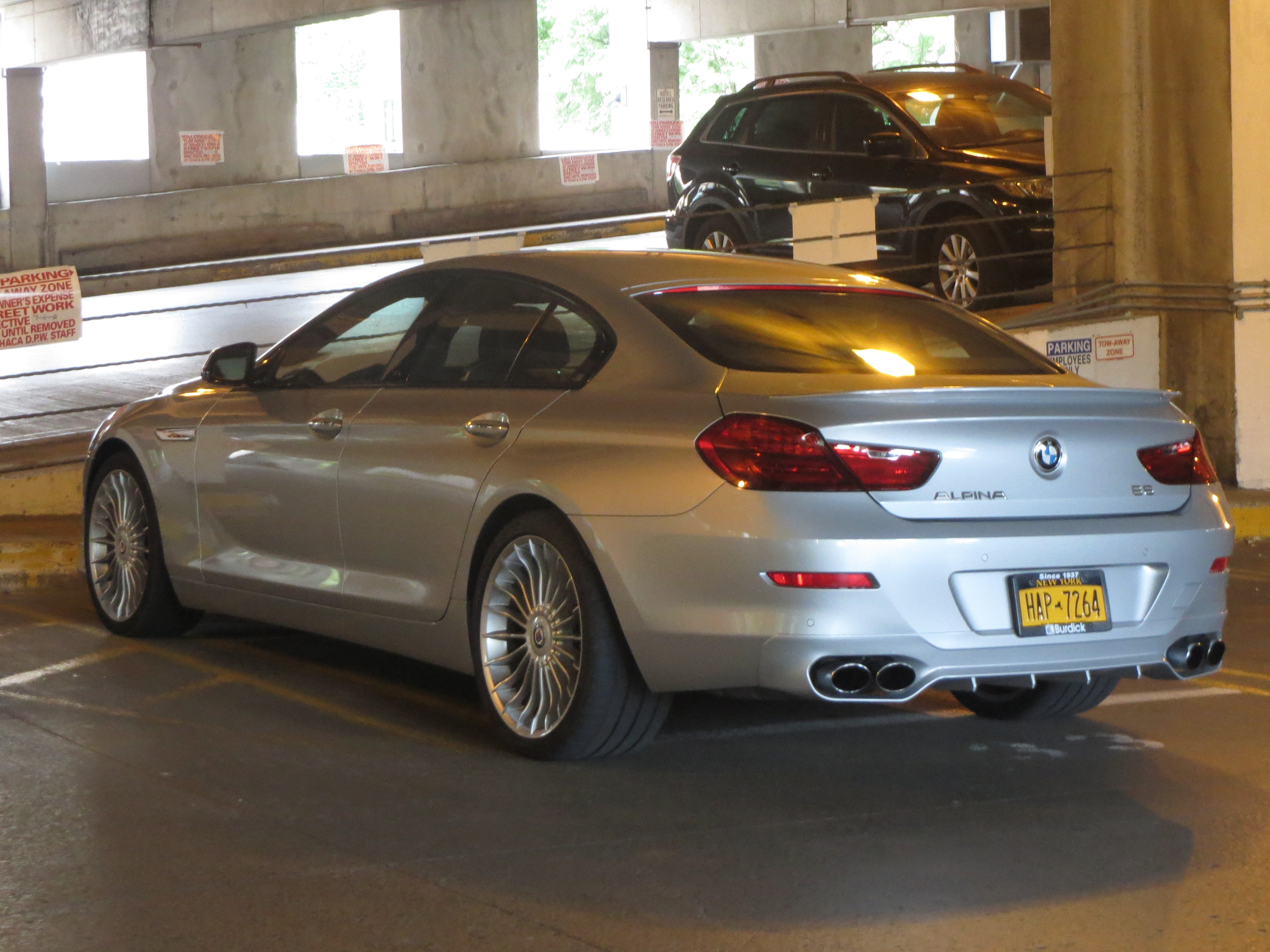
BMW Alpina B6 Gran Coupé nord-américaine.

Avant le début des années 2000, Alpina produisait environ 800 voitures par an. Depuis l’ouverture au marché nord-américain, le constructeur produit plus de 1 000 voitures annuellement. 2013 et 2014 ont été des années record avec, respectivement, 1 400 puis 1 700 voitures vendues. Pour la première fois en 2021, la marque enregistre plus de 2 000 ventes.
Chaque modèle Alpina est produit en petite série, entre quelques dizaines et quelques milliers d’exemplaires, généralement à quelques centaines. Entre 1978, date de lancement du premier modèle, et juillet 2016, Alpina a vendu près de 26 000 voitures. Les modèles basés sur les Séries 3 et 4 représentent plus de la moitié des ventes en 2014, année où la gamme de neuf modèles est la plus étendue jamais proposée.
La marque est présente dans une vingtaine de pays en Europe (Allemagne, Royaume-Uni, Suisse, France, Russie, Belgique, Ukraine, Lettonie, Luxembourg, Liechtenstein, Chypre, Azerbaïdjan, Pologne, Suède), en Asie (Japon, Singapour, Chine), en Amérique du Nord (États-Unis, Canada), au Moyen-Orient (Émirats arabes unis, Qatar, Bahreïn, Koweït, Arabie Saoudite, Oman) et en Océanie (Australie).
Seuls les quelques concessionnaires BMW et Alpina sont autorisés à vendre les automobiles.
L’Allemagne est le premier marché mondial. 600 voitures y ont été vendues en 2014. En Belgique, où le concessionnaire est Jean-Michel Martin, les ventes ont connu une croissance de 100 % en 2014.
Plusieurs modèles sont également vendus au Japon depuis 1979. Alpina y vendait environ 200 voitures par an. 2013 et 2014 ont connu une forte augmentation des ventes. En 2013, 300 voitures ont été vendues au Japon qui représentait le troisième plus grand marché. En 2014, ce sont plus de 400 voitures qui ont trouvé preneur. Le Japon devient le deuxième marché, à égalité avec les États-Unis.
Aux États-Unis et au Canada, les quelques modèles importés sont vendus en tant que voitures BMW par BMW of North America et bénéficient des garanties BMW. Ces BMW Alpina ont un VIN BMW, contrairement aux autres Alpina qui disposent d’un VIN Alpina différent de celui BMW apposé à l’origine. Avec 400 voitures vendues aux États-Unis en 2014, ce pays représente le deuxième plus grand marché, à égalité avec le Japon.
Les ventes annuelles en France sont de l’ordre de quarante à cinquante voitures.
Le constructeur s’implante en 2016 en Australie avec le soutien de BMW Australia, puis en Chine , en 2017 en Pologne, en Suède en 2019.

## Modèles

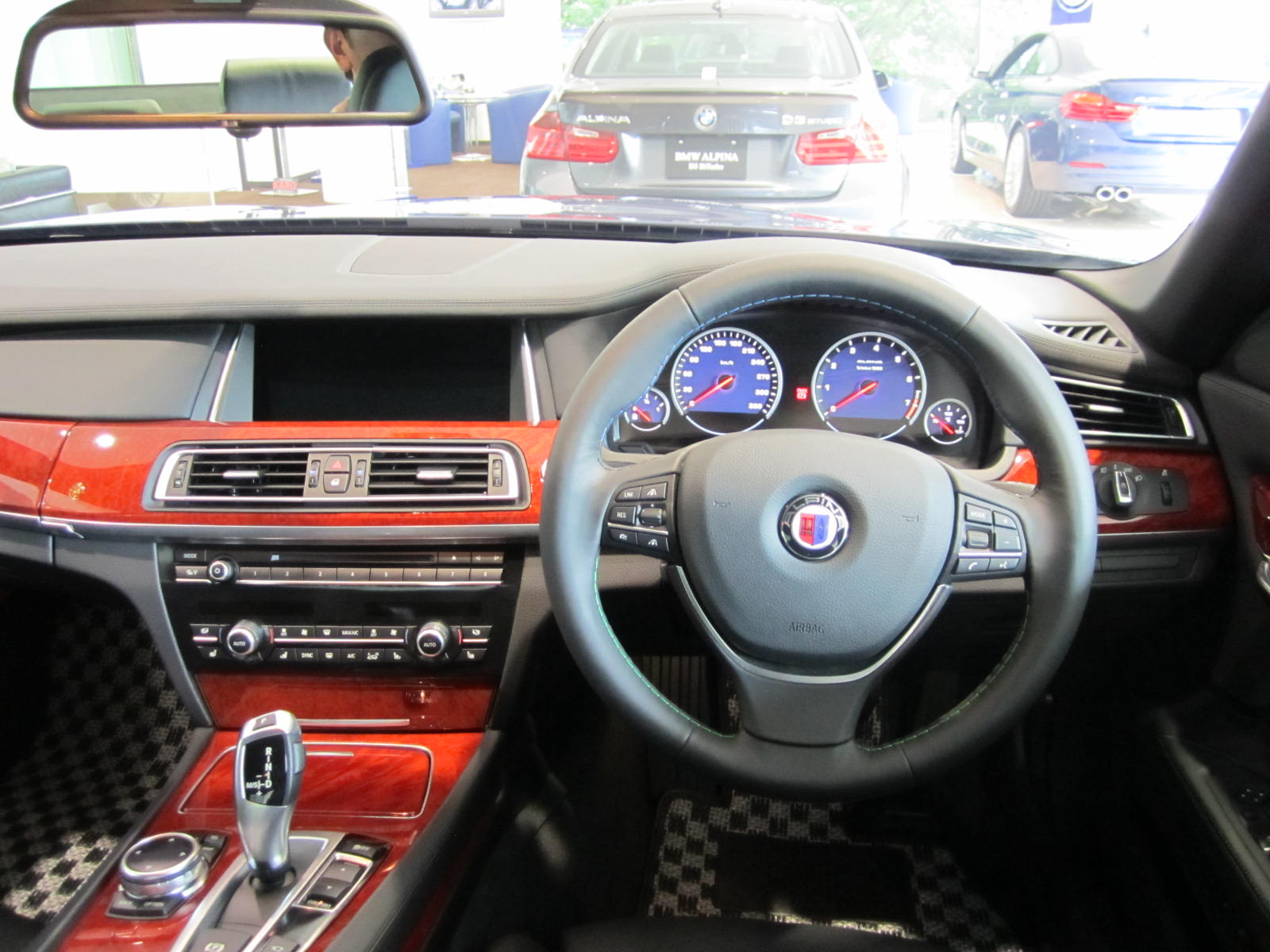
Intérieur d’une B7 Bi-Turbo (F01).

Les modèles Alpina sont identifiés par une lettre et un nombre.
La lettre représente le type de carburant, B pour les motorisations sans-plomb et D pour les motorisations diesel. Depuis 2003, le nombre correspond au numéro de la série chez BMW.
Les moteurs utilisés sont des quatre-cylindres en ligne (L4), des six-cylindres en ligne (L6), des V8, des V10 et des V12.
Exemple : B5, modèle basé sur la BMW Série 5 et équipé d’une motorisation carburant au sans-plomb.

### Modèles basés sur laNeue Klasseet laSérie 02
Alpina a créé des kits et moteurs améliorés, notamment à double carburateurs Weber, pour de nombreux modèles BMW. Ces modifications n’étaient possibles que sur des moteurs de moins de 10 000 km et n’annulaient pas la garantie BMW à partir de 1964.
- BMW 1500 Alpina, tout premier modèle en 1962[59].
- BMW 1600, 1600 Ti, 1600 GT Alpina[59]
- BMW 1800 Alpina[59]
- BMW 2000 Ti, 2000 Ti Lux/CS Alpina[59]
- BMW 1600-2 Alpina[59]

Des moteurs et modifications de compétition pour la Série 02 développant 200 ch étaient également disponibles.
| Modèle | Modèle BMW | Années | Type moteur | Cylindrée | Puissance | Couple | Masse | V. max | Accélération    |
| Modèle | Modèle BMW | Années | Type moteur | cm3       | ch        | N m    | kg    | km/h   | s               |
| ------ | ---------- | ------ | ----------- | --------- | --------- | ------ | ----- | ------ | --------------- |
| A1     | 2002       | -      | L4          | 1 990     | 115       | 171    | -     | -      | -               |
| A2     | 2002       | -      | L4          | 1 990     | 150       | 186    | -     | 193    | 8,2 (0–97 km/h) |
| A2S    | 2002       | -      | L4          | 1 990     | 158       | 197    | -     | -      | -               |
| A3     | 2002       | -      | L4          | 1 990     | -         | -      | -     | -      | -               |
| A4     | 2002 tii   | -      | L4          | 1 990     | 160       | -      | -     | -      | -               |
| A4S    | 2002 tii   | -      | L4          | 1 990     | 169       | -      | -     | -      | -               |

### Modèles basés sur les BMWE3etE9
- BMW 3.0 Si Alpina
- BMW 3.0 CS Alpina
- BMW 3.0 CSi Alpina[60]
- Alpina B2 (3.5)
- Alpina B2 S
- BMW 3.0 CSL Alpina (dont Alpina B2S), Alpina ayant déjà conduit une grande partie du développement de la 3.0 CSL de base

### Modèles basés sur laSérie 3

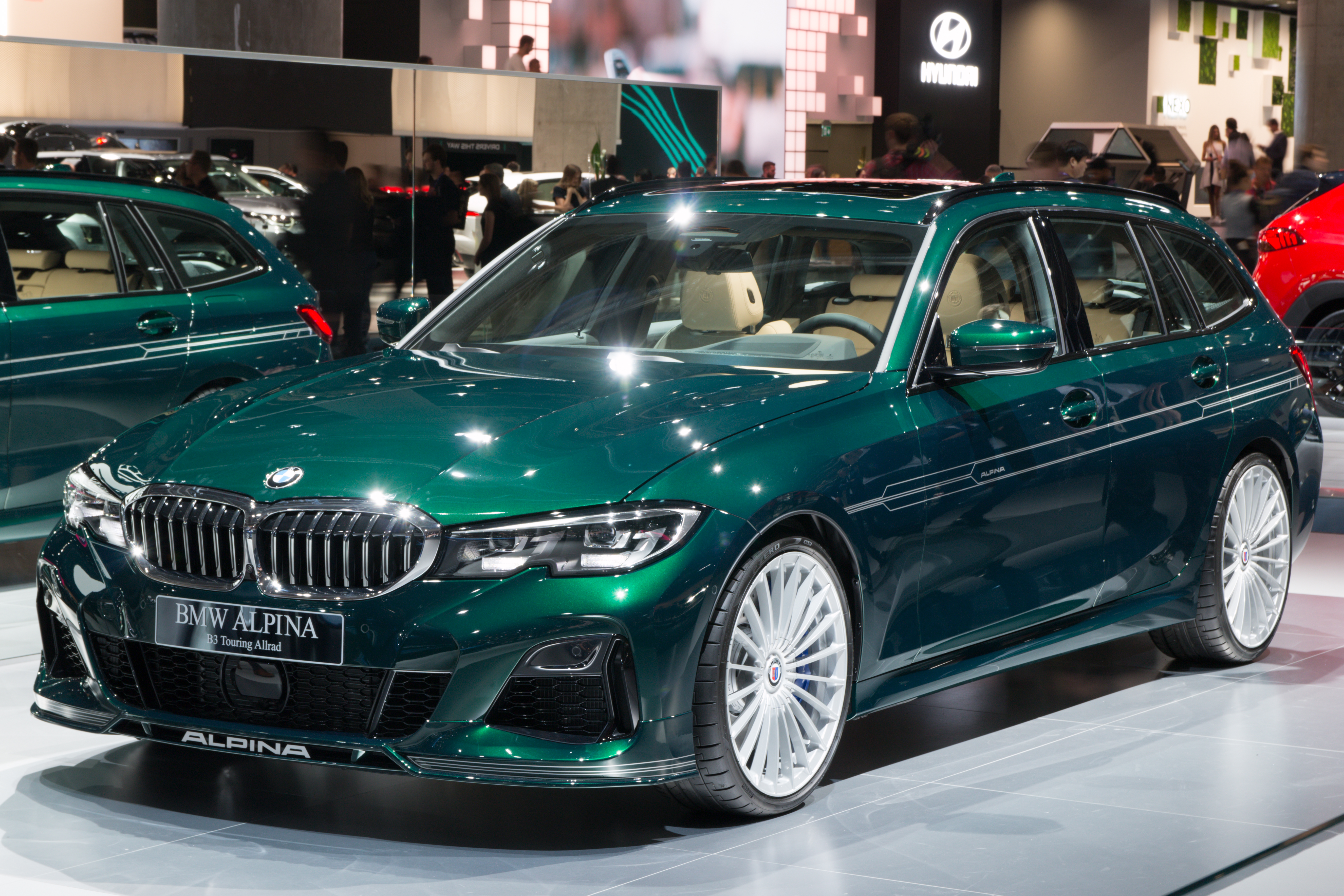
Alpina B3 Touring, modèle 2019.

| Modèle             | Modèle BMW             | Années                          | Type moteur | Cylindrée | Puissance | Couple | Masse | Consommation normalisée | V. max                        | 0-100 km/h         | Production               |
| Modèle             | Modèle BMW             | Années                          | Type moteur | cm3       | ch        | N m    | kg    | L/100 km                | km/h                          | s                  | Production               |
| ------------------ | ---------------------- | ------------------------------- | ----------- | --------- | --------- | ------ | ----- | ----------------------- | ----------------------------- | ------------------ | ------------------------ |
| A1 / 3             | (E21)                  | -                               | -           | -         | 120       | -      | -     | -                       | -                             | -                  | -                        |
| A2 / 3             | (E21)                  | -                               | -           | -         | 150       | -      | -     | -                       | -                             | -                  | -                        |
| A3 / 3             | (E21)                  | -                               | -           | -         | -         | -      | -     | -                       | -                             | -                  | -                        |
| A4 / 3             | (E21)                  | -                               | -           | -         | 160       | -      | -     | -                       | -                             | -                  | -                        |
| A4S / 3            | (E21)                  | -                               | -           | -         | 170       | -      | -     | -                       | -                             | -                  | -                        |
| B6 2,8             | 323i (E21)             | 11/1978–08/1981                 | L6          | 2 788     | 200       | 248    | -     | -                       | > 220                         | 7,2                | 324                      |
| C1 2,3             | 323i (E21)             | 04/1980–07/1983                 | L6          | 2 316     | 170       | 210    | -     | -                       | 208                           | 7,9                | 462                      |
| B6 2,8             | 323i (E21)             | 09/1981–01/1983                 | L6          | 2 788     | 218       | 265    | -     | -                       | 229                           | 7,0                | 209                      |
| C1 2,3 / 1 (1)     | 323i (E30)             | 08/1983–11/1985                 | L6          | 2 316     | 170       | 225    | 1 130 | 9,4                     | 213                           | 7,8                | 35                       |
| B6 2,8 / 1 (2)     | 323i, 325i (E30)       | 03/1984–07/1986                 | L6          | 2 788     | 210       | 270    | -     | -                       | 230                           | 7,2                | 259                      |
| C2 2,5 (2)         | 325i (E30)             | 04/1985–11/1986                 | L6          | 2 552     | 185       | 246    | -     | -                       | 220                           | 7,1                | 74                       |
| B6 3,5 (2)         | 323i, 325i (E30)       | 11/1985–07/1987                 | L6          | 3 430     | 261       | 346    | -     | -                       | 250                           | 6,4                | 219                      |
| B6 3,5 (2) (3)     | 325i (E30)             | 08/1986–07/1987 11/1987–12/1990 | L6          | 3 430     | 254       | 320    | -     | -                       | 246                           | 6,6                | 219                      |
| C1 2,5 (2)         | 325i (E30)             | 09/1986–07/1987                 | L6          | 2 494     | 190       | 235    | -     | -                       | 220                           | 7,2                | 51                       |
| C2 2,7 (4)         | 325i, 325ix (E30)      | 02/1986–07/1987                 | L6          | 2 693     | 210       | 267    | -     | -                       | 230                           | 6,9                | 108                      |
| C2 2,7 (4)         | 325i, 325ix (E30)      | 03/1987–07/1987                 | L6          | 2 693     | 203       | 265    | -     | -                       | 227                           | 6,9                | 51                       |
| B6 3,5S (1)        | M3 (E30)               | 11/1987–12/1990                 | L6          | 3 430     | 254       | 320    | -     | -                       | 251                           | 6,6                | 62                       |
| B3 2,7 (5)         | 325i, 325ix (E30)      | 08/1987–06/1992                 | L6          | 2 693     | 204       | 265    | -     | -                       | 227                           | 7,1                | 257                      |
| B6 2,7 (8)         | 325i (E30)             | -                               | L6          | 2 693     | -         | -      | -     | -                       | -                             | -                  | -                        |
| B6 2,8 (2)         | 325i (E36)             | 1992-93                         | L6          | 2 752     | 240       | 293    | 1 383 | -                       | 253                           | 6,4                | 362                      |
| B3 3,0 (5)         | 325i (E36)             | 1993-96                         | L6          | 2 997     | 250       | 320    | -     | -                       | 264                           | 6,1                | 741                      |
| B3 3,2 (5)         | 325i (E36)             | 1996-99                         | L6          | 3 152     | 265       | 330    | -     | -                       | > 260                         | 5,9                | 342                      |
| B8 4,0 (8)         | 328i (E36) moteur 540i | -                               | V8          | -         | 313       | -      | -     | -                       | -                             | -                  | 5                        |
| B8 4,6 (5)         | 328i (E36) moteur 540i | 1995-98                         | V8          | 4 619     | 333       | 470    | -     | -                       | > 280                         | 5,6                | 198 coupés 23 cabriolets |
| B6 2,8 Touring (8) | 325i (E36)             | 1996-98                         | L6          | 2 752     | -         | 293    | -     | -                       | -                             | -                  | 136                      |
| B3 3,3 (5)         | 328i, 330i (E46)       | 03/1999–07/2002                 | L6          | 3 300     | 280       | 335    | 1 450 | 10,8                    | 267                           | 5,7                | 1 299                    |
| B3 3,3 Allrad (6)  | 330ix (E46)            | 11/2001–01/2005                 | L6          | 3 300     | 280       | 335    | -     | 11,6                    | 256                           | 6,9                | 182                      |
| B3 S (5)           | 330i (E46)             | 08/2002–01/2006                 | L6          | 3 346     | 305       | 362    | 1 480 | 10,9                    | 271                           | 5,4                | 804                      |
| D3 (6)             | 320d (E90) moteur 123d | 2005-08                         | L4          | 1 995     | 200       | 410    | 1 460 | 5,9                     | 238                           | 7,4                | 865                      |
| B3 Bi-Turbo (5)    | 335i (E90)             | 2007-10                         | L6          | 2 979     | 360       | 500    | 1 570 | 9,8                     | 285                           | 4,9                | 795 135 Allrad           |
| D3 Bi-Turbo (7)    | 320d (E90) moteur 123d | 2008-13                         | L4          | 1 995     | 214       | 450    | -     | 5,4                     | 244                           | 6,9                | 1 279                    |
| B3 S Bi-Turbo (5)  | 335i (E90)             | 2010-13                         | L6          | 2 979     | 400       | 540    | -     | 9,6                     | 300                           | 4,7                | 484 125 Allrad           |
| B3 GT3 (1)         | 335i (E92)             | 03/2012–12/2013                 | L6          | 2 979     | 402       | 540    | 1 535 | -                       | 300                           | 4,5                | 99 en série limitée      |
| B3 Bi-Turbo        | 335i (F30/F31)         | 03/2013–02/2017                 | L6          | 2 979     | 410       | 600    | 1 610 | 7,6                     | 305                           | 4,0 (Allrad) / 4,2 | 512 554 Allrad           |
| D3 Bi-Turbo        | 330d (F30/F31)         | 07/2013–07/2018                 | L6          | 2 993     | 360       | 700    | 1 585 | 5,3                     | 278 puis 276 à partir de 2016 | 4,6                | 720 525 Allrad           |
| B3 S Bi-Turbo      | 335i/340i (F30/F31)    | 03/2017–06/2019                 | L6          | 2 979     | 440       | 660    | 1 705 | 7,9                     | 306                           | 4,0 (Allrad) / 4,3 | 115 168 Allrad           |
| B3                 | M340i (G20/G21)        | 2020–2022                       | L6          | 2 993     | 462       | 700    | 1 865 | 9,8                     | 303                           | 3,8                | ≥ 770                    |
| B3                 | M340i (G20/G21)        | 2022–                           | L6          | 2 993     | 495       | 730    | 1 875 | 10,1                    | 305                           | 3,6                | ≥ 770                    |
| D3 S               | M340d (G20/G21)        | 2020–                           | L6          | 2 993     | 355       | 730    | 1 950 | 6,4                     | 273                           | 4,6                | ≥ 400                    |

(1) Modèle disponible en deux portes/coupé.
(2) Modèle disponible en deux portes/coupé et quatre portes/berline.
(3) Modèle équipé d’un pot catalytique, d’où les performances diminuées par rapport au modèle sans.
(4) Modèle disponible en deux et quatre portes et cabriolet.
(5) Modèle disponible en deux portes/coupé, quatre portes/berline, break et cabriolet.
(6) Modèle disponible en berline et break.
(7) Modèle disponible en berline, coupé et break.
(8) Modèle vendu uniquement au Japon.

#### Production
| E21 | E30   | E36   | E46   | E90 / E91 / E92 / E93 | F30 / F31 | G21     | Total    |
| --- | ----- | ----- | ----- | --------------------- | --------- | ------- | -------- |
| 995 | 1 116 | 1 707 | 2 285 | 3 782                 | 2 593     | ≥ 1 170 | ≥ 13 649 |

### Modèles basés sur laSérie 4
| Modèle                   | Modèle BMW          | Années          | Type moteur | Cylindrée | Puissance | Couple | Masse | Consommation normalisée | V. max | 0-100 km/h         | Production          |
| Modèle                   | Modèle BMW          | Années          | Type moteur | cm3       | ch        | N m    | kg    | L/100 km                | km/h   | s                  | Production          |
| ------------------------ | ------------------- | --------------- | ----------- | --------- | --------- | ------ | ----- | ----------------------- | ------ | ------------------ | ------------------- |
| B4 Bi-Turbo              | 435i (F32/F33)      | 03/2014–02/2017 | L6          | 2 979     | 410       | 600    | 1 615 | 7,6                     | 303    | 4,0 (Allrad) / 4,2 | 362 247 Allrad      |
| D4 Bi-Turbo (1)          | 430d (F32/F33)      | 07/2014–07/2018 | L6          | 2 993     | 350       | 700    | 1 585 | 5,3                     | 278    | 4,6                | ≥ 345               |
| B4 S Bi-Turbo            | 435i/440i (F32/F33) | 03/2017–10/2018 | L6          | 2 979     | 440       | 660    | 1 690 | 7,9                     | 306    | 3,9 (Allrad) / 4,2 | ≥ 185 ≥ 94 Allrad   |
| B4 S Bi-Turbo Edition 99 | 435i/440i (F32/F33) | 11/2018–06/2019 | L6          | 2 979     | 452       | 680    | 1 690 | 9,1                     | 306    | 3,9 (Allrad) / 4,2 | 99 en série limitée |
| B4 Gran Coupé            | M440i (G26)         | 2022–           | L6          | 2 993     | 495       | 730    | 1 965 | 9,8                     | 301    | 3,7 (Allrad)       | > 50                |
| D4 S Gran Coupé          | M440d (G26)         | 2022–           | L6          | 2 993     | 355       | 730    | 2 020 | 6,9                     | 270    | 4,8 (Allrad)       | -                   |

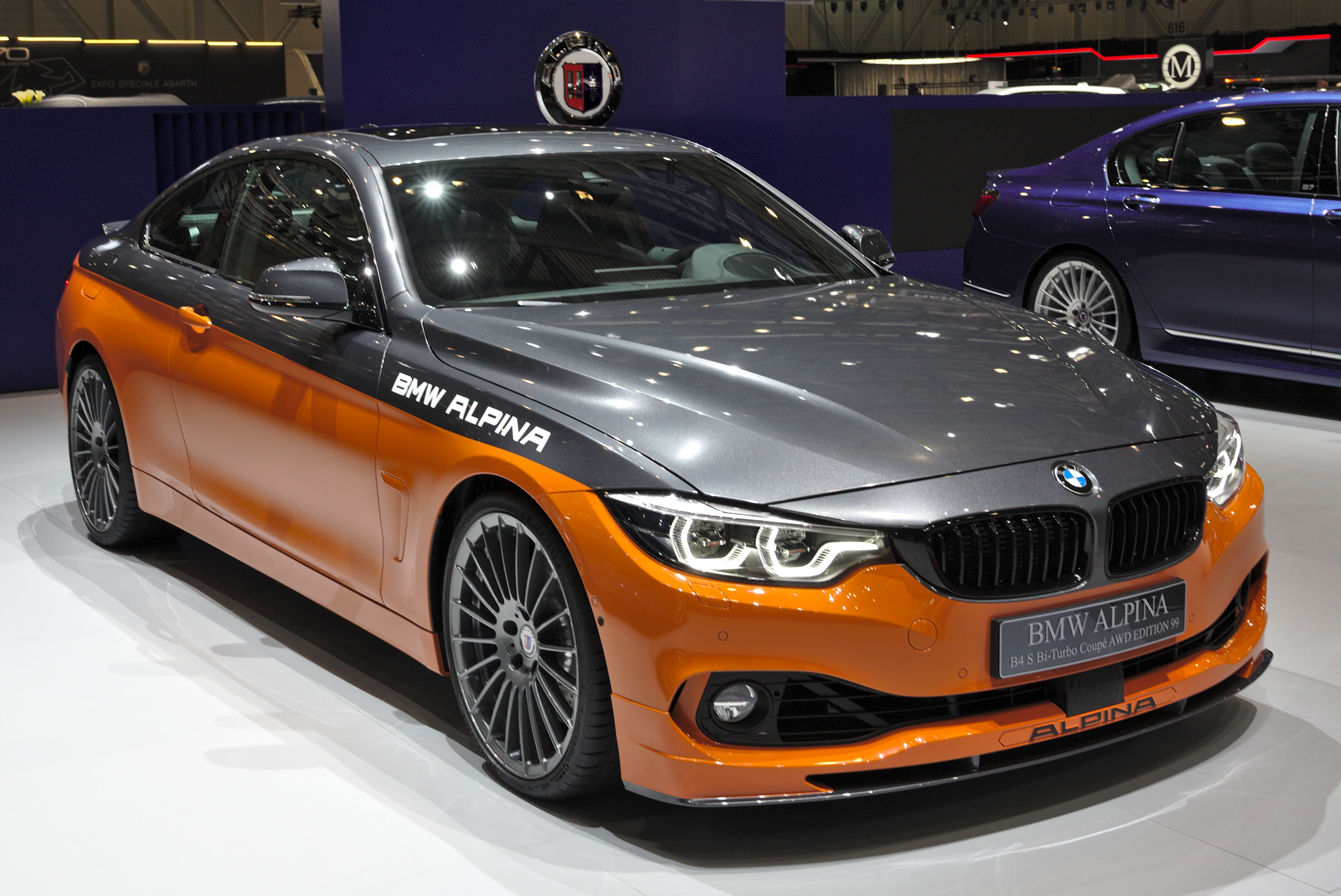
Alpina B4 S Bi-Turbo Edition 99.

(1) Modèle disponible en coupé et cabriolet à partir de septembre 2015.

#### Production
| F32 / F33 | G26  | Total   |
| --------- | ---- | ------- |
| 1 332     | > 50 | > 1 382 |

### Modèles basés sur laSérie 5

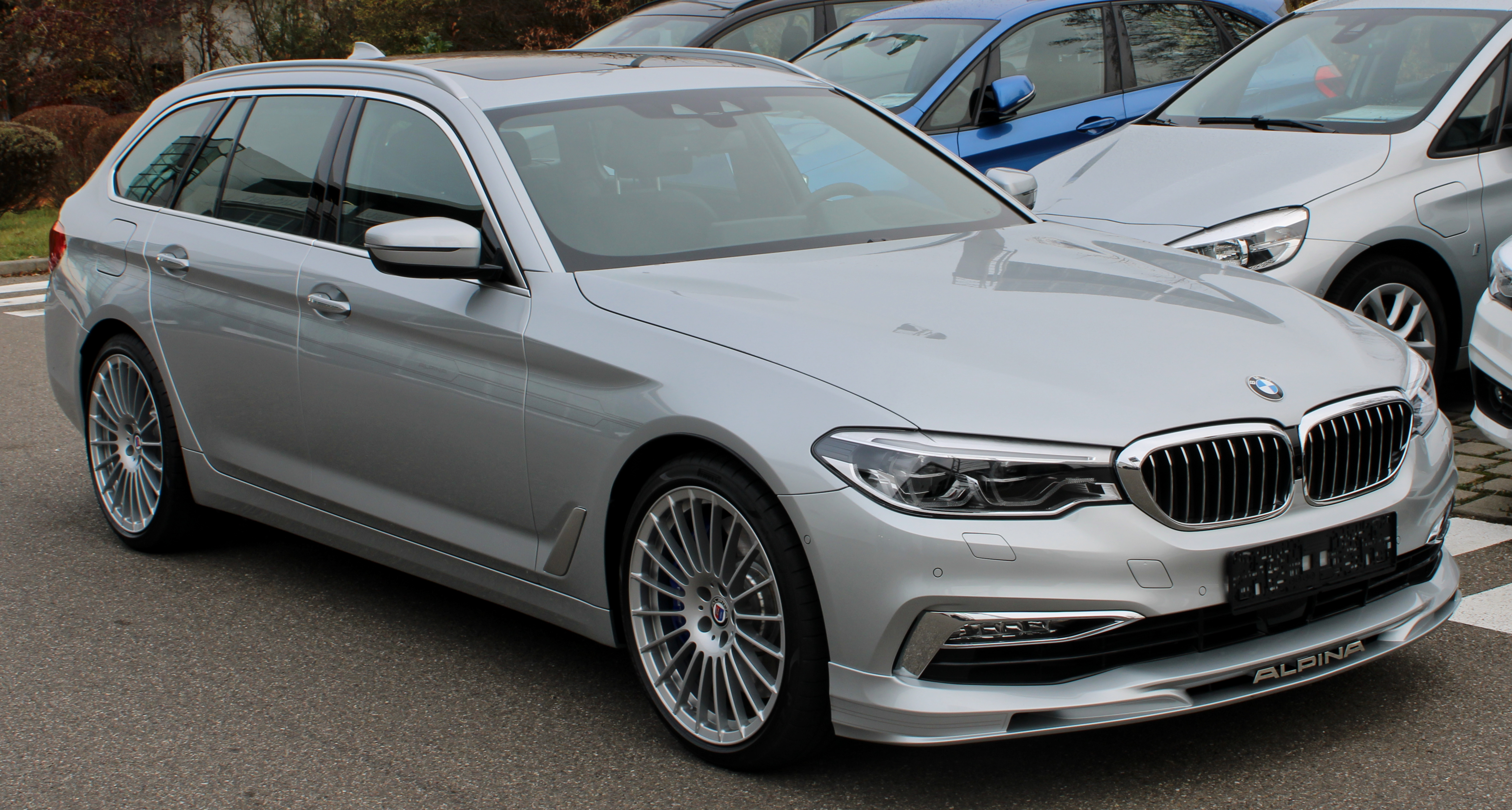
Alpina B5 Bi-Turbo Touring, modèle 2018.

| Modèle                   | Modèle BMW                        | Années          | Type moteur | Cylindrée | Puissance | Couple | Masse | Consommation normalisée | V. max | 0-100 km/h | Production                  |
| Modèle                   | Modèle BMW                        | Années          | Type moteur | cm3       | ch        | N m    | kg    | L/100 km                | km/h   | s          | Production                  |
| ------------------------ | --------------------------------- | --------------- | ----------- | --------- | --------- | ------ | ----- | ----------------------- | ------ | ---------- | --------------------------- |
| BMW Alpina 520           | 520 (E12)                         | 1973–1976       | L4          | -         | -         | -      | -     | -                       | -      | -          | -                           |
| A4                       | 520 (E12)                         | 1973–1976       | L4          | -         | -         | -      | -     | -                       | -      | -          | -                           |
| A5                       | 520 (E12)                         | 1973–1976       | L4          | -         | -         | -      | -     | -                       | -      | -          | -                           |
| 528 B2                   | 528 (E12)                         | 1974 inclus     | L6          | 3000      | 230       | -      | -     | -                       | 230    | 6,9        | -                           |
| B2S                      | 528 (E12)                         | 05/1976 inclus  | L6          | -         | -         | -      | -     | -                       | -      | -          | -                           |
| 525 B5                   | 525 (E12)                         | 1974            | L6          | -         | -         | -      | -     | -                       | 209    | -          | -                           |
| 528 B6                   | 528 (E12)                         | 1976            | L6          | 2800      | 200       | -      | -     | -                       | 212    | 7,6        | -                           |
| B8                       | 528 (E12)                         | 1977–1980 ?     | L6          | -         | -         | -      | -     | -                       | -      | -          | -                           |
| B9S                      | 528 (E12)                         | 1977–1980 ?     | L6          | -         | -         | -      | -     | -                       | -      | -          | -                           |
| B7 Turbo (530 Turbo)     | 528i (E12)                        | 12/1978–02/1982 | L6          | 2 986     | 300       | 462    | -     | -                       | 250    | 6,1        | 149                         |
| B7 S Turbo               | 528i (E12)                        | 11/1981–05/1982 | L6          | 3 453     | 330       | 500    | -     | -                       | 261    | 5,8        | 60 en série limitée         |
| B9 3,5                   | 528i (E28)                        | 11/1981–08/1983 | L6          | 3 453     | 245       | 320    | -     | -                       | 240    | 6,7        | 86                          |
| B9 3,5 / 1               | 528i (E28)                        | 01/1983–12/1985 | L6          | 3 430     | 245       | 320    | 1 360 | -                       | 240    | 6,7        | 414                         |
| B7 Turbo / 1             | 528i, 535i (E28)                  | 04/1984–07/1987 | L6          | 3 430     | 300       | 501    | 1 420 | -                       | 260    | 5,9        | 236                         |
| B10 3,5                  | 535i (E28)                        | 07/1985–12/1987 | L6          | 3 430     | 261       | 346    | -     | -                       | 250    | 6,4        | 77                          |
| B7 Turbo / 1             | 535i (E28)                        | 08/1986–12/1987 | L6          | 3 430     | 320       | 520    | 1 420 | -                       | 265    | 6,1        | 42                          |
| B10 3,5 / 1              | 535i (E34)                        | 04/1988–12/1992 | L6          | 3 430     | 254       | 325    | -     | -                       | 250    | 6,4        | 572                         |
| B10 Bi-Turbo             | 535i (E34)                        | 08/1989–03/1994 | L6          | 3 430     | 360       | 520    | 1 695 | -                       | > 290  | 5,6        | 507                         |
| B10 4,0 (1)              | 540i (E34)                        | 04/1993–08/1995 | V8          | 3 982     | 315       | 410    | -     | -                       | 268    | 6,8        | 45 berlines 4 breaks        |
| B10 3,0 Allrad           | 525xi (E34)                       | 10/1993–05/1996 | L6          | 2 997     | 231       | 312    | -     | -                       | 235    | 7,9        | 64 berlines 70 breaks       |
| B10 4,6 (1)              | 540i (E34)                        | 03/1994–04/1996 | V8          | 4 619     | 340       | 480    | -     | -                       | > 275  | 6,1        | 27 berlines 19 breaks       |
| B10 V8 (1)               | 540i (E39)                        | 01/1997–10/1998 | V8          | 4 619     | 340       | 470    | -     | 13,4                    | > 275  | 5,9        | 490 berlines 82 breaks      |
| B10 3,2 (1)              | 528i (E39)                        | 08/1997–12/1998 | L6          | 3 152     | 260       | 330    | -     | 10,2                    | 260    | 6,5        | 194 berlines 72 breaks      |
| B10 V8 (1)               | 540i (E39)                        | 10/1998–07/2000 | V8          | 4 619     | 347       | 480    | 1 695 | 12,6                    | 279    | 5,9        | 854 berlines 204 breaks     |
| B10 V8 (1)               | 540i (E39)                        | 09/2000–02/2002 | V8          | 4 619     | 347       | 480    |       | 12,6                    | 279    | 5,5        | 854 berlines 204 breaks     |
| B10 3,3 (1)              | 528i (E39)                        | 02/1999–10/2003 | L6          | 3 300     | 280       | 335    | 1 690 | 10,2                    | 262    | 6,3        | 240 berlines 70 breaks      |
| D10 Bi-Turbo (1)         | 530d (E39)                        | 04/2000–10/2003 | L6          | 2 926     | 245       | 500    | 1 670 | 7,5                     | 254    | 7,2        | 145 berlines 94 breaks      |
| B10 V8 S (1)             | 540i (E39)                        | 01/2002–05/2004 | V8          | 4 837     | 375       | 510    | -     | 12,7                    | 284    | 5,4        | 145 berlines 43 breaks      |
| B5                       | 550i (E60/E61)                    | 02/2005–09/2007 | V8          | 4 398     | 500       | 700    | 1 720 | 12,3                    | 314    | 4,7        | 428 berlines 119 breaks     |
| B5 S                     | 550i (E60/E61)                    | 09/2007–05/2010 | V8          | 4 398     | 530       | 725    | 1 920 | 12,3                    | 317    | 4,6        | 120 berlines 59 breaks      |
| B5 Bi-Turbo              | 550i (F10/F11)                    | 09/2010–12/2011 | V8          | 4 395     | 507       | 700    | -     | 10,8                    | 307    | 4,7        | 320 berlines 175 breaks     |
| B5 Bi-Turbo              | 550i (F10/F11)                    | 01/2012–12/2014 | V8          | 4 395     | 540       | 730    | 1 920 | 9,5                     | 323    | 4,3        | 320 berlines 175 breaks     |
| B5 Bi-Turbo              | 550i (F10/F11)                    | 01/2016–12/2016 | V8          | 4 395     | 600       | 800    | 2 015 | 9,5                     | 328    | 4,2        | 320 berlines 175 breaks     |
| D5 Bi-Turbo              | 535d (F10/F11)                    | 09/2011–12/2016 | L6          | 2 993     | 350       | 700    | 1 940 | 5,9                     | 278    | 5,1        | 250 berlines 290 breaks     |
| D5 Turbo                 | 530d (F10)                        | 2012–           | L6          | 2 993     | 280       | 600    | 1 820 | 18,8 km/L (norme JC08)  | 256    | 5,9        | 293                         |
| B5 Bi-Turbo Edition 50   | 550i (F10/F11)                    | 01/2015–12/2015 | V8          | 4 395     | 600       | 800    | 2 015 | 9,5                     | 328    | 4,2        | 50 en série limitée         |
| B5 Bi-Turbo              | 540i xDrive (G30/G31) moteur 750i | 03/2017–06/2020 | V8          | 4 395     | 608       | 800    | 2 015 | 10,3                    | 330    | 3,5        | ≥ 420 berlines ≥ 900 breaks |
| B5                       | 540i xDrive (G30/G31) moteur 750i | 2020–           | V8          | 4 395     | 621       | 800    | 2 055 | 12,0                    | 330    | 3,4        | ≥ 420 berlines ≥ 900 breaks |
| D5 S (conduite à gauche) | 530d xDrive (G30/G31)             | 07/2017–06/2020 | L6          | 2 993     | 388       | 800    | 1 930 | 7,3                     | 286    | 4,4        | ≥ 90 berlines ≥ 300 breaks  |
| D5 S (conduite à gauche) | 530d xDrive (G30/G31)             | 2020–           | L6          | 2 993     | 408       | 800    | 2 010 | 8,7                     | 286    | 4,4        | ≥ 90 berlines ≥ 300 breaks  |
| D5 S (conduite à droite) | 530d xDrive (G30)                 | 07/2017–06/2020 | L6          | 2 993     | 326       | 700    | 1 870 | 6,3                     | 275    | 4,9        | >240                        |
| D5 S (conduite à droite) | 530d xDrive (G30)                 | 2020–           | L6          | 2 993     | 347       | 730    | 2 020 | 7,4                     | 275    | 4,9        | >240                        |
| B5 GT Limited Edition    | 540i xDrive (G30/G31) moteur 750i | 07/2023 –       | V8          | 4 395     | 634       | 850    | 2 055 | -                       | 330    | < 3,4      | 250 prévus en série limitée |

(1) Modèle disponible en break.

#### Production
| E12 | E28 | E34   | E39   | E60 / E61 | F10 / F11 | G30 / G31 | Total   |
| --- | --- | ----- | ----- | --------- | --------- | --------- | ------- |
| 209 | 855 | 1 215 | 2 144 | 728       | 1 378     | ≥ 1 950   | ≥ 8 479 |

### Modèles basés sur laSérie 6
| Modèle                 | Modèle BMW        | Années          | Type moteur | Cylindrée | Puissance | Couple | Masse | Consommation normalisée | V. max                         | 0-100 km/h | Production               |
| Modèle                 | Modèle BMW        | Années          | Type moteur | cm3       | ch        | N m    | kg    | L/100 km                | km/h                           | s          | Production               |
| ---------------------- | ----------------- | --------------- | ----------- | --------- | --------- | ------ | ----- | ----------------------- | ------------------------------ | ---------- | ------------------------ |
| B7 Turbo Coupé         | 630CSi (E24)      | 12/1978–02/1982 | L6          | 2 986     | 300       | 462    | -     | -                       | > 250                          | 6,8        | 153                      |
| B7 S Turbo Coupé       | 635CSi (E24)      | 05/1982–09/1982 | L6          | 3 453     | 330       | 500    | -     | -                       | 262                            | 5,8        | 30 en série limitée      |
| B9 3,5 Coupé           | 635CSi (E24)      | 07/1978–11/1982 | L6          | 3 453     | 245       | 320    | -     | -                       | 240                            | 6,9        | 2                        |
| B9 3,5 Coupé /1        | 635CSi (E24/1)    | 08/1982–12/1985 | L6          | 3 430     | 245       | 320    | -     | -                       | 240                            | 6,9        | 73                       |
| B7 Turbo Coupé /1      | 635CSi (E24/1)    | 04/1984–08/1987 | L6          | 3 430     | 330       | 512    | -     | -                       | 267                            | 6,1        | 110                      |
| B10 3,5 Coupé          | 635CSi (E24/1)    | 07/1985–06/1987 | L6          | 3 430     | 261       | 346    | -     | -                       | 250                            | 6,4        | 44                       |
| B7 Turbo Coupé /1      | 635CSi (E24/1)    | 10/1986–06/1988 | L6          | 3 430     | 320       | 520    | -     | -                       | 265                            | 5,8        | 20                       |
| B6                     | 650i (E63/E64)    | 04/2006–08/2007 | V8          | 4 398     | 500       | 700    | 1 861 | 12,3                    | 315                            | 4,6        | 115 coupés 80 cabriolets |
| B6 S                   | 650i (E63/E64)    | 08/2007–08/2011 | V8          | 4 398     | 530       | 725    | -     | 12,3                    | 318                            | 4,5        | 95 coupés 40 cabriolets  |
| B6 Bi-Turbo            | 650i (F12/F13)    | 09/2011–09/2014 | V8          | 4 395     | 540       | 730    | 1 870 | 9,4                     | 320                            | 4,3        | 88 coupés 43 cabriolets  |
| B6 Bi-Turbo            | 650i (F12/F13)    | 2015–           | V8          | 4 395     | 600       | 800    | 1 945 | 9,4                     | 330                            | 4,2        | 88 coupés 43 cabriolets  |
| B6 Gran Coupé          | 650i xDrive (F06) | 04/2014–12/2014 | V8          | 4 395     | 540       | 730    | 2 030 | 10,4                    | 318                            | 3,9        | 1 031                    |
| B6 Gran Coupé          | 650i xDrive (F06) | 2015–           | V8          | 4 395     | 600       | 800    | 2 030 | 10,4                    | Limitée électroniquement à 324 | 3,8        | 1 031                    |
| B6 Bi-Turbo Edition 50 | 650i (F12/F13)    | 01/2015–03/2016 | V8          | 4 395     | 600       | 800    | 1 870 | 9,4                     | 330                            | 4,2        | 50 en série limitée      |

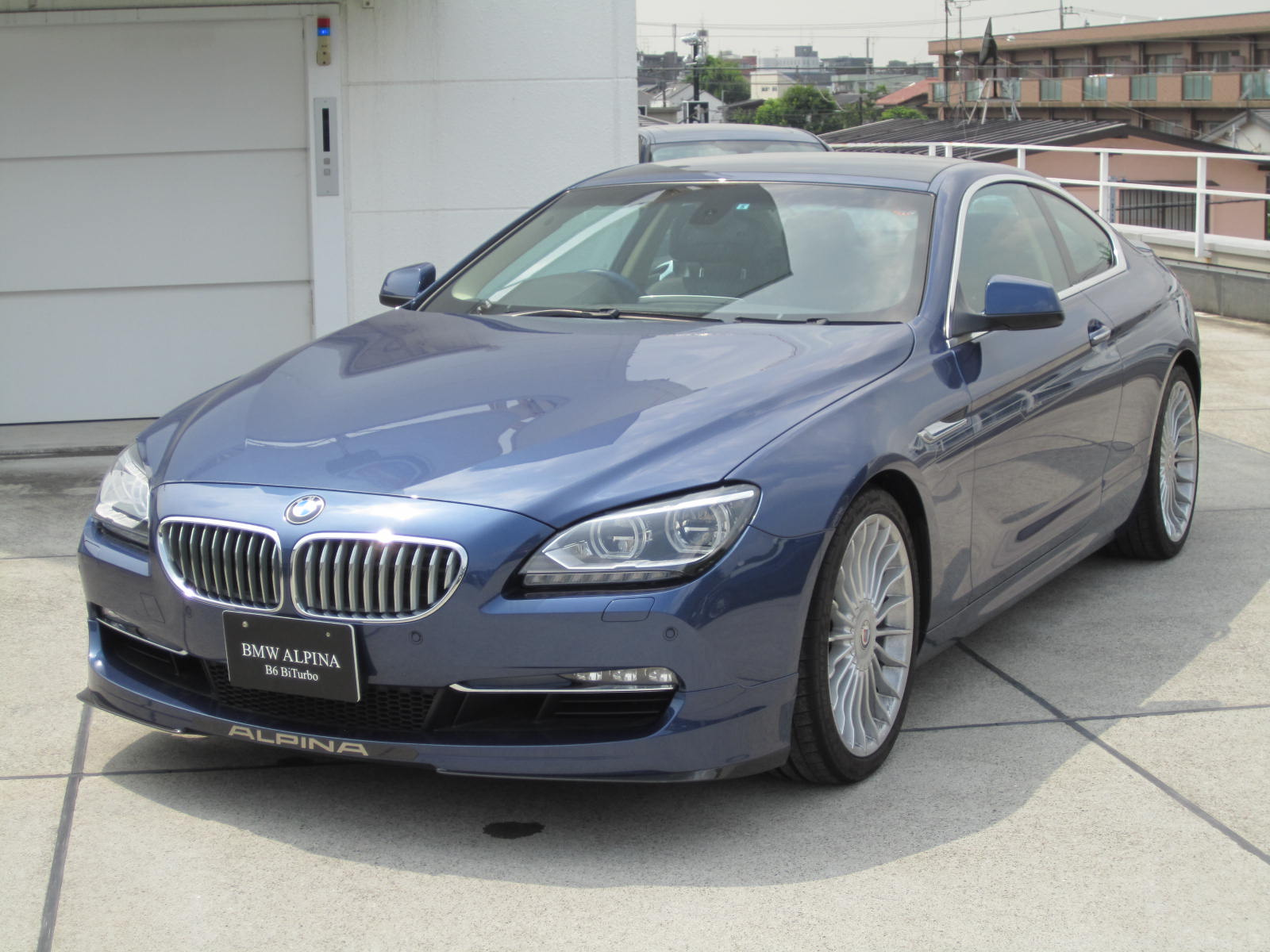
Alpina B6 Bi-Turbo Coupé en 2014.

En 2009 sort un modèle de compétition, la B6 GT3, de classe GT3. Elle est dérivée de la B6 S dont elle conserve le moteur. En 2011 apparaît la B6 GT3 Evo, plus légère et plus puissante, avec un moteur dérivé du moteur BMW du championnat américain Grand-Am. Cinq voitures sont vendues pour au moins sept châssis produits. Cet échec commercial est notamment dû au fait qu’à la suite de la crise économique de 2008, BMW arrête son coûteux programme de Formule 1 pour se lancer en GT3 avec la Z4 GT3, ce qui crée une concurrence complètement imprévue.

#### Production
| E24 | E24/1 | E63 / E64 | F12 / F13 / F06 | Total |
| --- | ----- | --------- | --------------- | ----- |
| 185 | 247   | 330       | 1 212           | 1 974 |

### Modèles basés sur laSérie 7

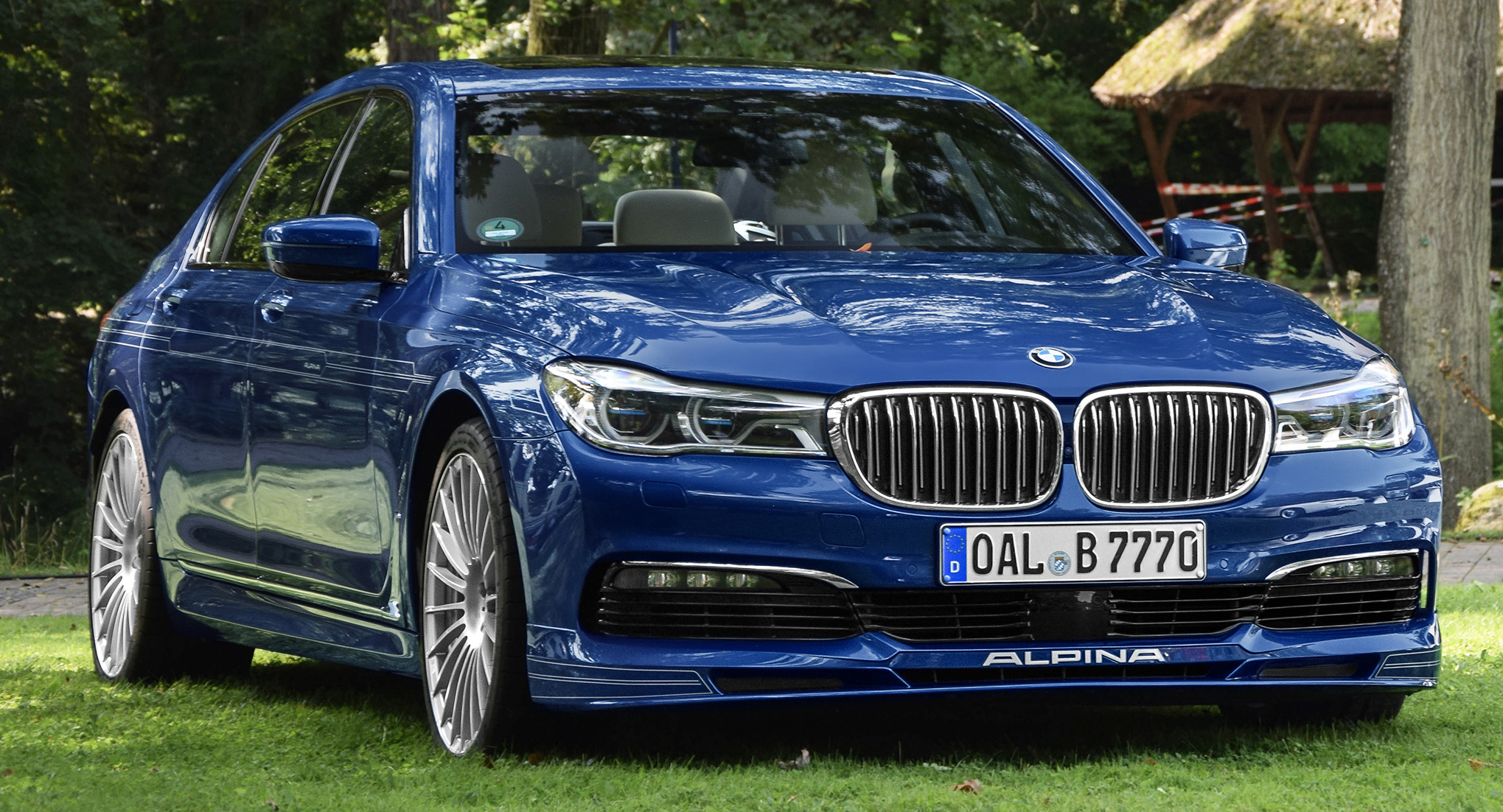
Alpina B7 Bi-Turbo, modèle 2016-2019.

| Modèle                          | Modèle BMW                         | Années          | Type moteur | Cylindrée | Puissance | Couple | Masse | Consommation normalisée | V. max | 0-100 km/h | Production |
| Modèle                          | Modèle BMW                         | Années          | Type moteur | cm3       | ch        | N m    | kg    | L/100 km                | km/h   | s          | Production |
| ------------------------------- | ---------------------------------- | --------------- | ----------- | --------- | --------- | ------ | ----- | ----------------------- | ------ | ---------- | ---------- |
| B11 3,5                         | 735i (E32)                         | 01/1987–09/1987 | L6          | 3 430     | 240       | 310    | -     | -                       | 247    | 7,6        | 76         |
| B11 3,5                         | 735i (E32)                         | 01/1987–09/1987 | L6          | 3 430     | 250       | 330    | -     | -                       | 248    | 7,5        | 35         |
| B11 3,5                         | 735i (E32)                         | 10/1987–12/1987 | L6          | 3 430     | 254       | 325    | -     | -                       | 245    | 7,6        | 221        |
| B12 5,0                         | 750i (E32)                         | 07/1988–01/1994 | V12         | 4 988     | 350       | 470    | 1 875 | -                       | > 275  | 6,9        | 305        |
| B11 4,0                         | 740i (E32)                         | 05/1993–02/1994 | V8          | 3 982     | 315       | 410    | -     | -                       | > 260  | 7,1        | 7          |
| B12 5,7 E-KAT                   | 750i, 750iL (E38)                  | 12/1995–08/1998 | V12         | 5 646     | 387       | 560    | -     | -                       | > 280  | 6,4        | 201        |
| B12 6,0 E-KAT                   | 750i, 750iL (E38)                  | 07/1999–07/2001 | V12         | 5 980     | 430       | 600    | -     | -                       | 291    | 5,9        | 94         |
| B7                              | 745i, 750i, 745Li, 750Li (E65/E66) | 12/2003–06/2008 | V8          | 4 398     | 500       | 700    | 1 920 | 12,8                    | 311    | 4,9        | 1 113      |
| B7 Bi-Turbo                     | 750i, 750Li (xDrive) (F01/F02)     | 04/2009–07/2012 | V8          | 4 395     | 507       | 700    | 2 070 | 12,1                    | 302    | 4,7        | 1 999      |
| B7 Bi-Turbo                     | 750i, 750Li (xDrive) (F01/F02)     | 07/2012–07/2015 | V8          | 4 395     | 540       | 730    | 2 040 | 9,9                     | 312    | 4,5        | 1 999      |
| B7 Bi-Turbo (conduite à gauche) | 750Li (xDrive) (G12)               | 03/2016–02/2019 | V8,         | 4 395,    | 608,      | 800,   | 2 110 | 10,4                    | 330,   | 3,7        | ≥ 1 793    |
| B7 Bi-Turbo (conduite à droite) | 750Li (G12)                        | 03/2016–02/2019 | V8,         | 4 395,    | 608,      | 800,   | 2 060 | 9,6                     | 330,   | 4,2        | ≥ 1 793    |
| B7 Bi-Turbo (Chine)             | 750Li (xDrive) (G12)               | 2017–?          | V8          | 3 982     | 564       | 750    | 2 325 | 11                      | 315    | 3,8        | ≥ 1 793    |
| B7 (conduite à gauche)          | 750Li (xDrive) (G12)               | 2019–09/2022    | V8          | 4 395     | 608       | 800    | -     | -                       | 330    | 3,6        | ≥ 1 793    |

#### Production
| E32 | E38 | E65 / E66 | F01 / F02 | G12     | Total   |
| --- | --- | --------- | --------- | ------- | ------- |
| 644 | 295 | 1 113     | 1 999     | ≥ 1 793 | ≥ 5 844 |

### Modèles basés sur laSérie 8

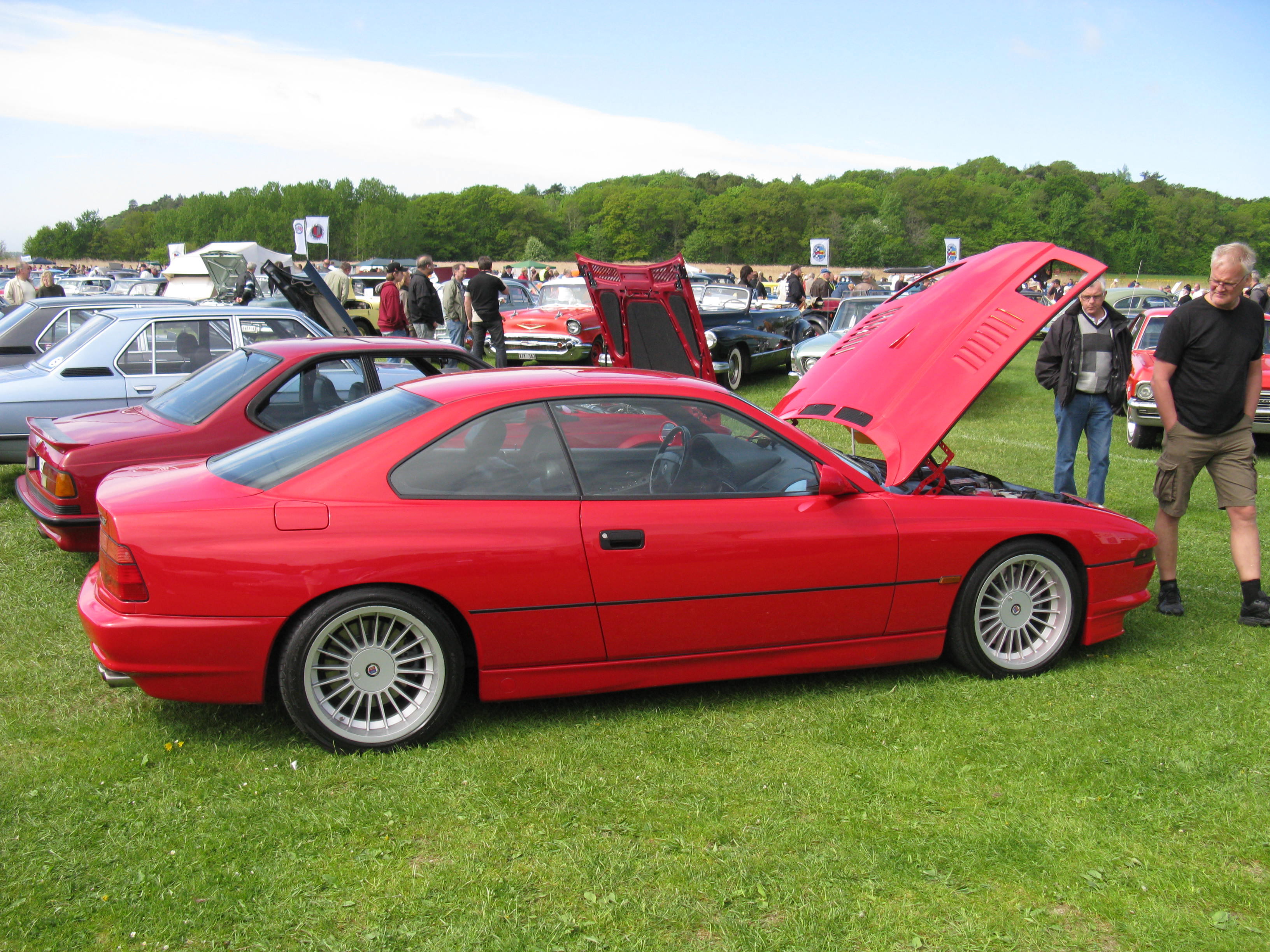
Alpina B12 5.7 Coupé.

| Modèle        | Modèle BMW        | Années          | Type moteur | Cylindrée | Puissance | Couple | Masse | Consommation normalisée | V. max | 0-100 km/h | Production |
| Modèle        | Modèle BMW        | Années          | Type moteur | cm3       | ch        | N m    | kg    | L/100 km                | km/h   | s          | Production |
| ------------- | ----------------- | --------------- | ----------- | --------- | --------- | ------ | ----- | ----------------------- | ------ | ---------- | ---------- |
| B12 5,0 Coupé | 850i, 850Ci (E31) | 06/1990–05/1994 | V12         | 4 988     | 350       | 470    | 1 875 | -                       | 283    | 6,8        | 97         |
| B12 5,7 Coupé | 850CSi (E31)      | 11/1992–11/1996 | V12         | 5 646     | 416       | 570    | -     | -                       | 300    | 5,8        | 57         |
| B8            | M850i (G16)       | 2021–           | V8          | 4 395     | 621       | 800    | 2 175 | 11,1                    | 324    | 3,4        | 50         |

#### Production
| E31 | G16  | Total |
| --- | ---- | ----- |
| 154 | ≥ 50 | ≥ 204 |

### Modèles basés sur leX3

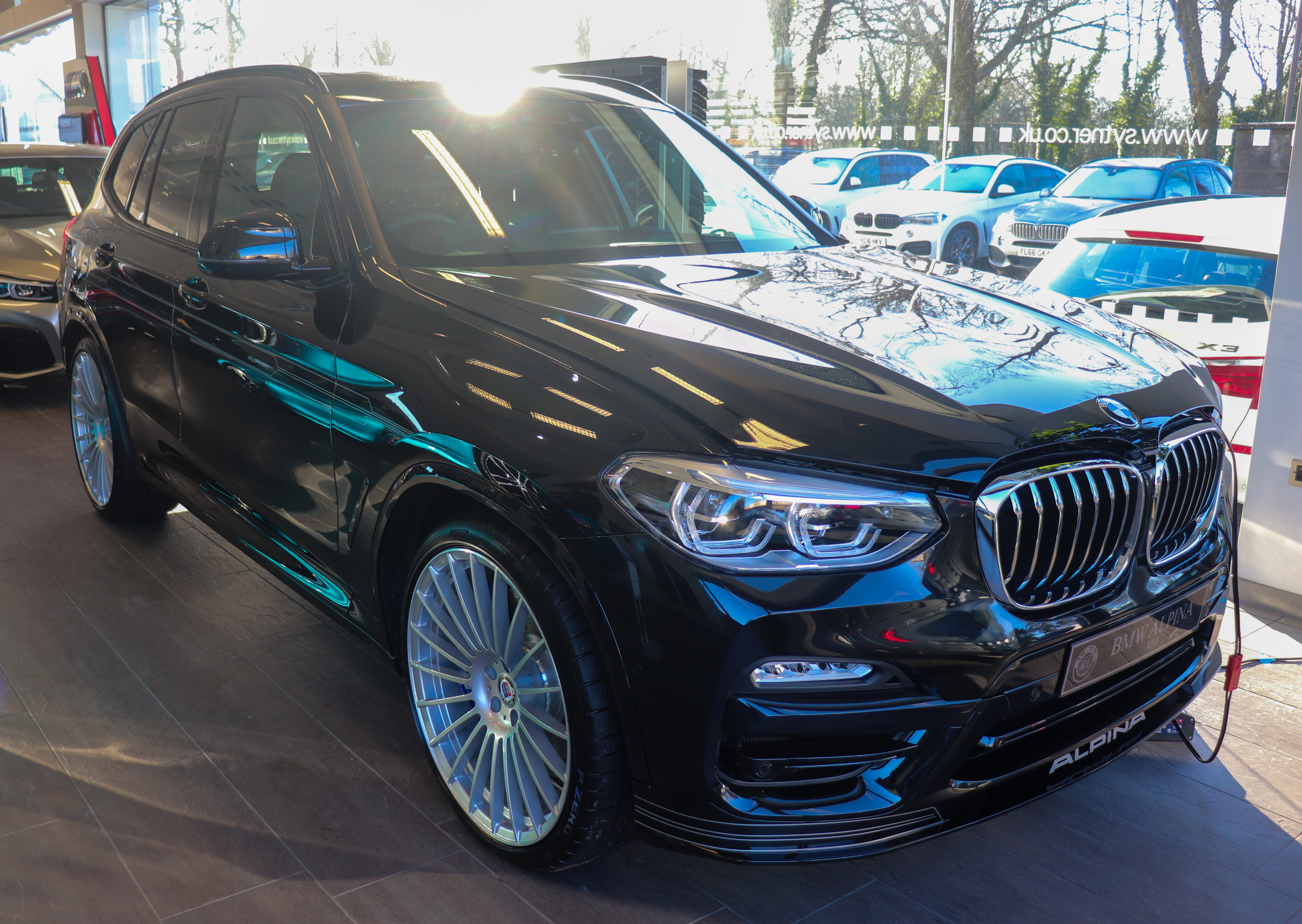
Alpina XD3, modèle 2019.

| Modèle                  | Modèle BMW      | Années          | Carburant | Type moteur | Cylindrée | Puissance | Couple | Masse | Consommation normalisée | V. max | 0-100 km/h | Production |
| Modèle                  | Modèle BMW      | Années          | Carburant | Type moteur | cm3       | ch        | N m    | kg    | L/100 km                | km/h   | s          | Production |
| ----------------------- | --------------- | --------------- | --------- | ----------- | --------- | --------- | ------ | ----- | ----------------------- | ------ | ---------- | ---------- |
| XD3 Bi-Turbo            | xDrive35d (F25) | 04/2013–03/2014 | gazole    | L6          | 2 993     | 350       | 700    | -     | 6,6                     | 253    | 4,9        | 870        |
| XD3 Bi-Turbo            | xDrive35d (F25) | 03/2014–12/2017 | gazole    | L6          | 2 993     | 350       | 700    | 1 910 | 6,6                     | 251    | 4,9        | 870        |
| XD3 (conduite à gauche) | M40d (G01)      | 12/2017–06/2021 | gazole    | L6          | 2 993     | 388       | 770    | 2 045 | 6.9                     | 267    | 4,6        | ≥ 350      |
| XD3 (conduite à droite) | M40d (G01)      | 12/2017–06/2021 | gazole    | L6          | 2 993     | 333       | 700    | 2 015 | 9,0                     | 254    | 4,9        | ≥ 180      |
| XD3 (conduite à gauche) | M40d (G01)      | 2021–           | gazole    | L6          | 2 993     | 394       | 800    | 2 145 | 7,1                     | 267    | 4,6        | ≥ 500      |
| XD3 (conduite à droite) | M40d (G01)      | 2021–           | gazole    | L6          | 2 993     | 355       | 730    | 2 155 | 6,5                     | 254    | 4,9        | ≥ 230      |

#### Production
| F25 | G01     | Total   |
| --- | ------- | ------- |
| 870 | ≥ 1 260 | ≥ 2 130 |

### Modèles basés sur leX4

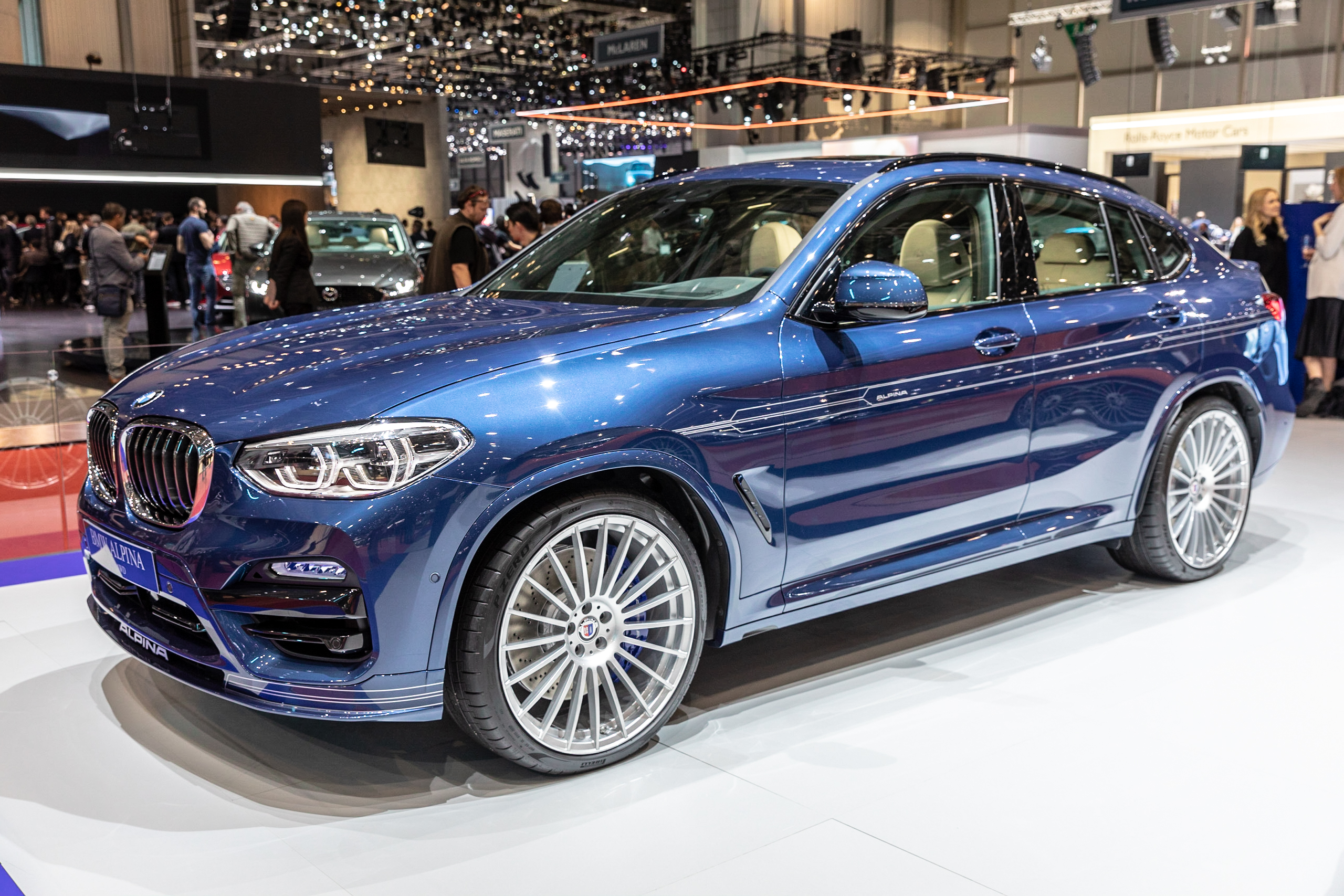
Alpina XD4, modèle 2019.

| Modèle | Modèle BMW | Années          | Carburant | Type moteur | Cylindrée | Puissance | Couple | Masse | Consommation normalisée | V. max | 0-100 km/h | Production |
| Modèle | Modèle BMW | Années          | Carburant | Type moteur | cm3       | ch        | N m    | kg    | L/100 km                | km/h   | s          | Production |
| ------ | ---------- | --------------- | --------- | ----------- | --------- | --------- | ------ | ----- | ----------------------- | ------ | ---------- | ---------- |
| XD4    | M40d (G02) | 12/2017–06/2021 | gazole    | L6          | 2 993     | 388       | 770    | 2 045 | 6,9                     | 268    | 4,6        | ≥ 290      |
| XD4    | M40d (G02) | 2021–           | gazole    | L6          | 2 993     | 394       | 800    | 2 145 | 7,1                     | 268    | 4,6        | ≥ 290      |

### Modèle basé sur leX7

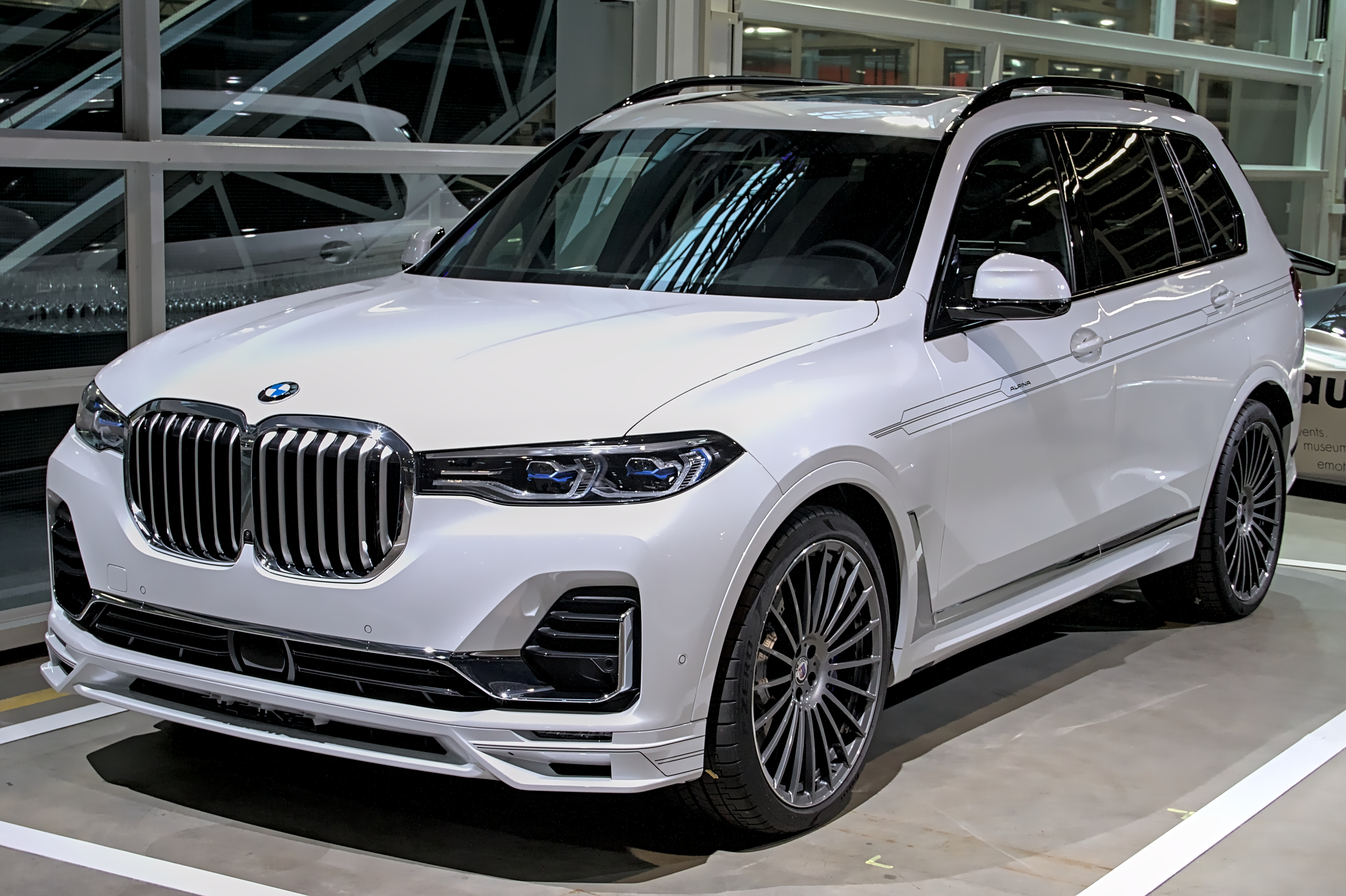
Alpina XB7.

| Modèle | Modèle BMW | Années | Carburant | Type moteur | Cylindrée | Puissance | Couple | Masse | Consommation normalisée | V. max | 0-100 km/h | Production |
| Modèle | Modèle BMW | Années | Carburant | Type moteur | cm3       | ch        | N m    | kg    | L/100 km                | km/h   | s          | Production |
| ------ | ---------- | ------ | --------- | ----------- | --------- | --------- | ------ | ----- | ----------------------- | ------ | ---------- | ---------- |
| XB7    | M50i (G07) | 2020–  | essence   | V8          | 4 395     | 621       | 800    | 2 655 | 12,0                    | 290    | 4,2        | ≥ 620      |

### Modèles basés sur laSérie Z

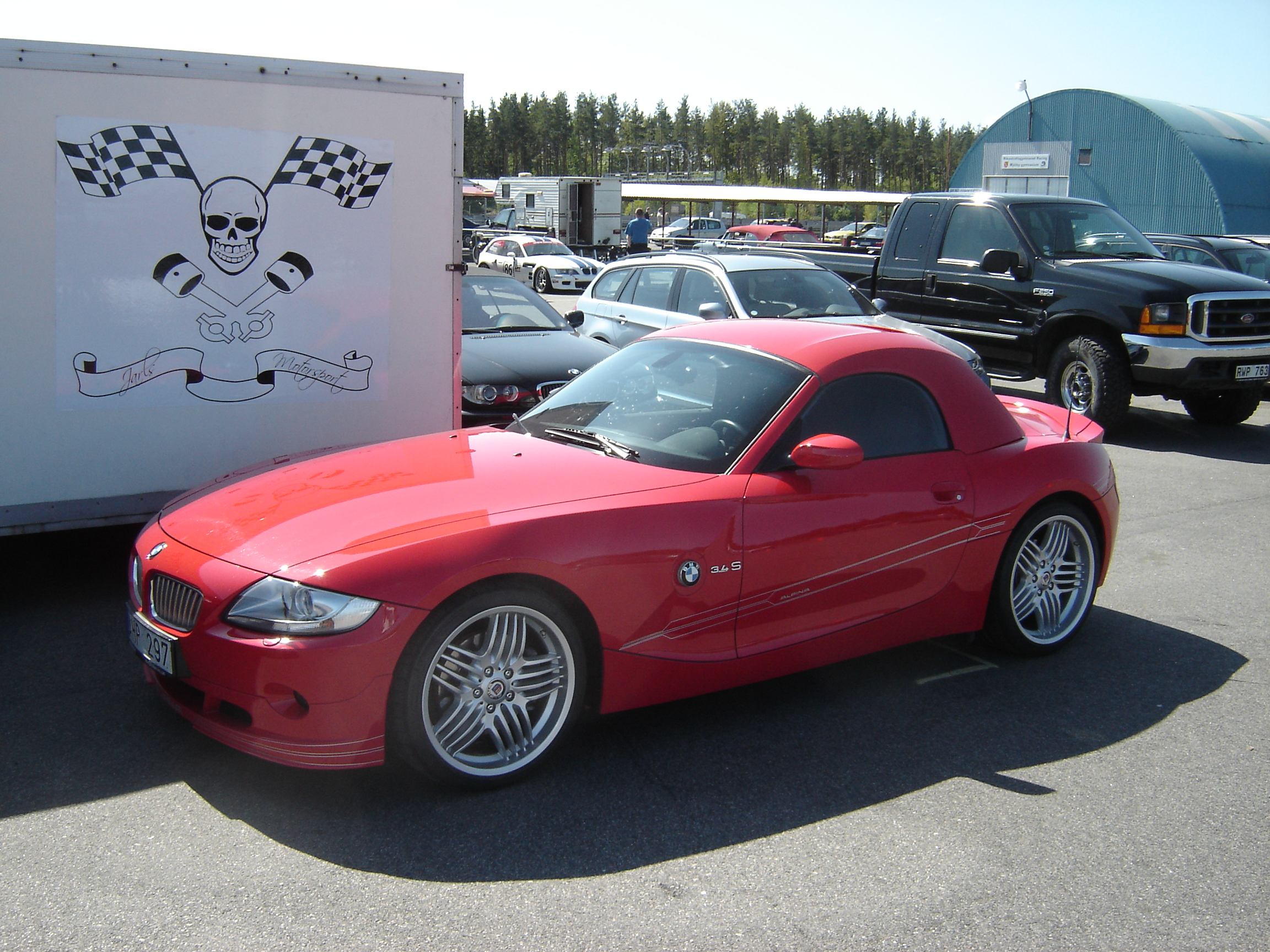
Alpina Roadster S.

| Modèle                         | Modèle BMW | Années          | Carburant  | Type moteur | Cylindrée | Puissance | Couple | Masse | Conso. normalisée | V. max                         | 0-100 km/h | Production           |
| Modèle                         | Modèle BMW | Années          | Carburant  | Type moteur | cm3       | ch        | N m    | kg    | L/100 km          | km/h                           | s          | Production           |
| ------------------------------ | ---------- | --------------- | ---------- | ----------- | --------- | --------- | ------ | ----- | ----------------- | ------------------------------ | ---------- | -------------------- |
| Roadster Limited Edition (RLE) | Z1         | 08/1990–09/1991 | sans-plomb | L6          | 2 693     | 200       | 261    | -     | -                 | 231                            | 7,1        | 66 en série limitée  |
| Roadster V8                    | Z8 (E52)   | 06/2002–10/2003 | sans-plomb | V8          | 4 837     | 381       | 520    | -     | 13,2              | Limitée électroniquement à 260 | 5,3        | 555 en série limitée |
| Roadster S                     | Z4 (E85)   | 07/2003–12/2005 | sans-plomb | L6          | 3 346     | 300       | 362    | 1 320 | 9,9               | 270                            | 5,3        | 373                  |

### Autres collaborations

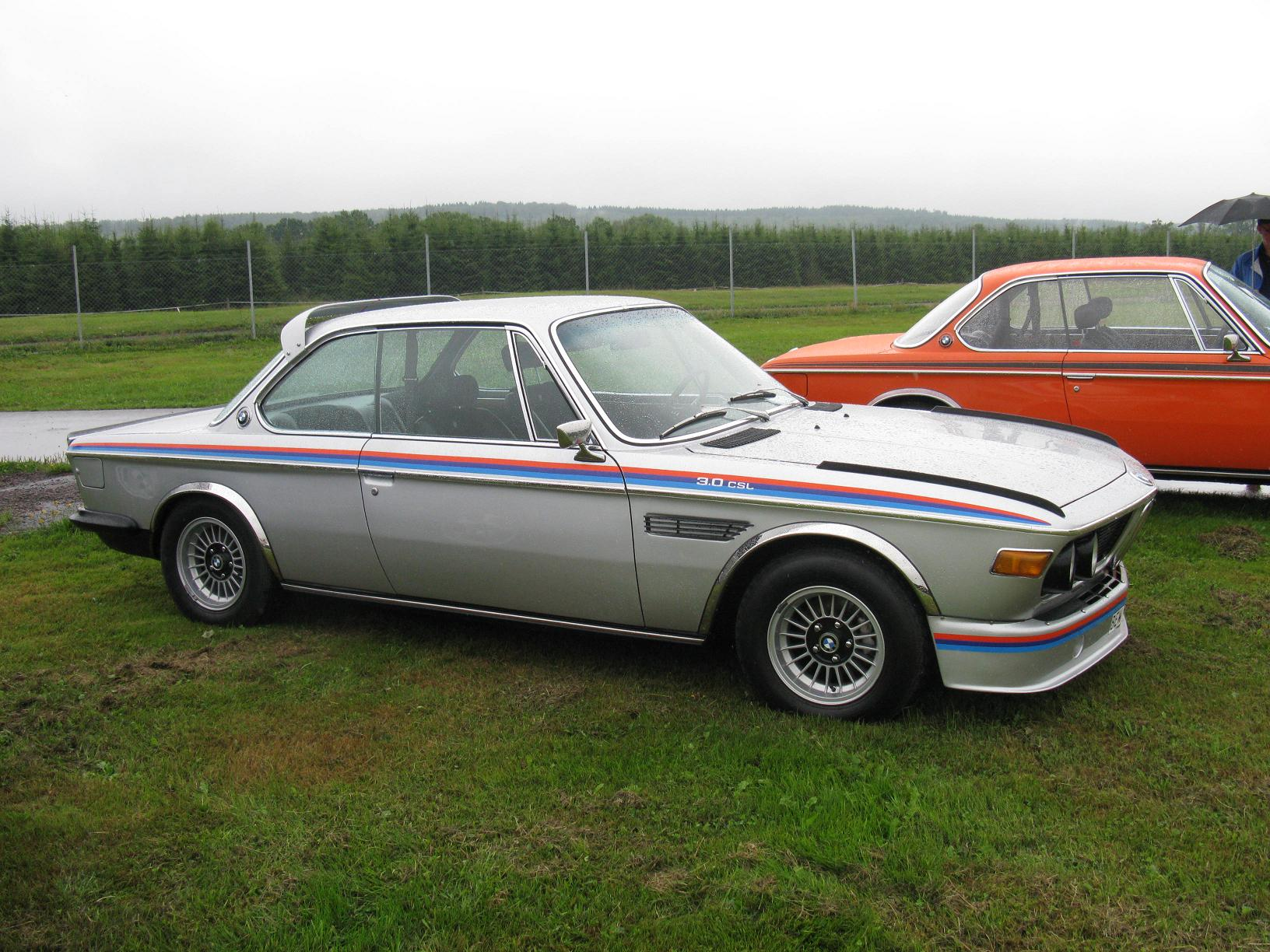
BMW 3.0 CSL

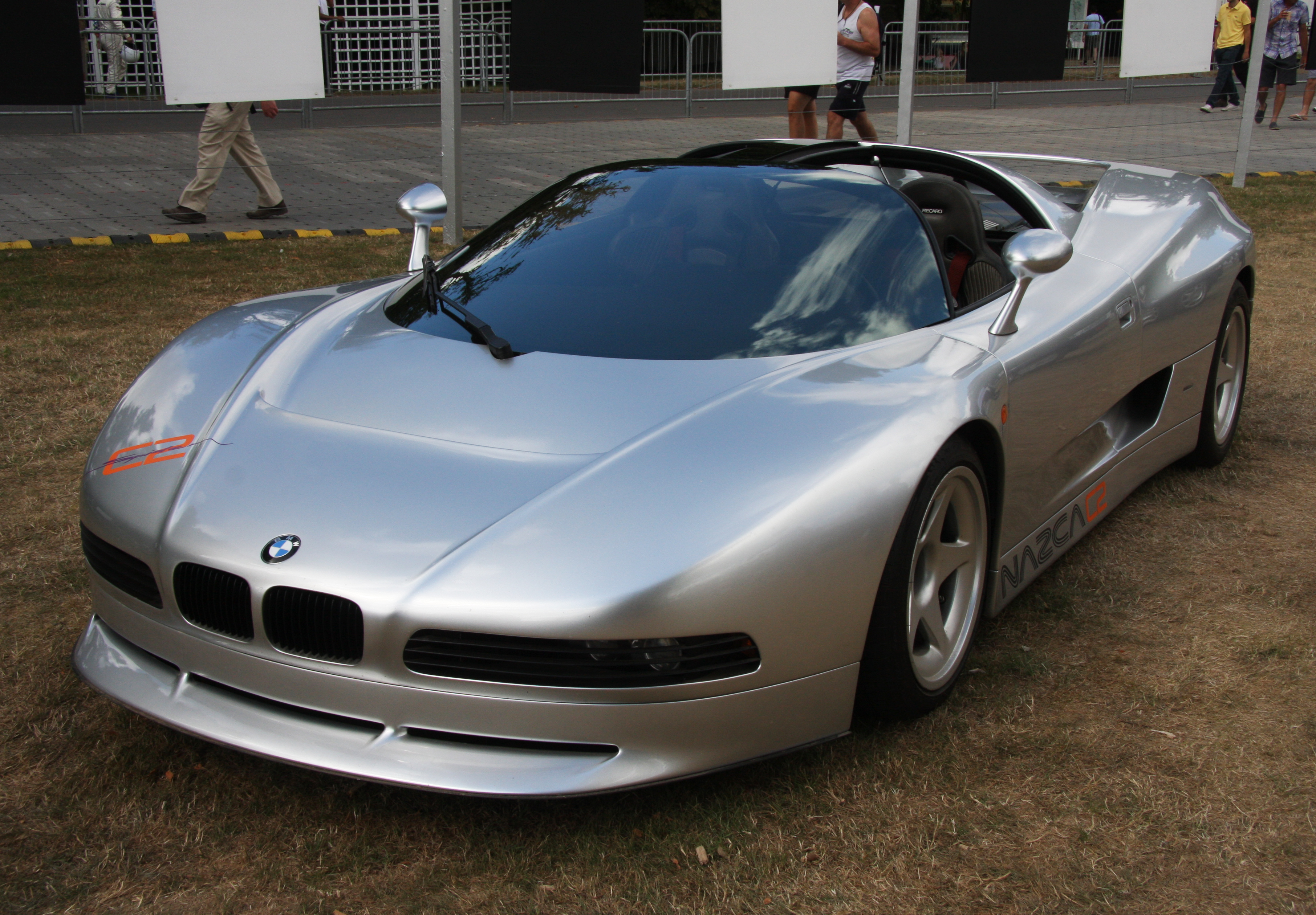
Nazca C2

Alpina a participé à des degrés divers au développement ou à la fabrication de certaines automobiles.
En 1971, Alpina développe pour et avec BMW une version légère de la BMW 3.0 CS, la 3.0 CSL, qui a été engagée avec succès en compétitions de voitures de tourisme,.
Au début des années 1980, BMW South Africa désire produire un modèle spécifique lui permettant de compenser l’indisponibilité de la BMW M3 sur son marché sud-africain. Elle décide de réaliser une Série 3 dotée du moteur six-cylindres M30B32 de 3,2 litres et 197 chevaux de la Série 7 733i mais les ingénieurs rencontrent des difficultés à placer un moteur aussi imposant dans une voiture plus petite. Lorsqu’il apparut qu’Alpina avait réussi à faire une voiture similaire, une collaboration a été mise en place pour la conception. La BMW 333i qui en résulte emprunte ainsi plusieurs éléments aux modèles Alpina dont les collecteurs d’admission et d’échappement, les freins avant, le radiateur, les jantes Alpina en alliage…, La 333i est également équipée de plusieurs éléments BMW Motorsport. Elle réalise le 0 à 100 km/h en 7,23 secondes et peut atteindre 231 km/h. Elle a été produite à 204 exemplaires en 1985 et 1986 dans l’usine BMW de Rosslyn en Afrique du Sud. Prévue pour être engagée dans le Groupe 1 du Championnat sud-africain de berlines (South-African Saloon Car Championship), contre d’autres sportives également spécifiquement sud-africaines (Ford Sierra XR8, Alfa Romeo Alfetta GTV 3,0), la suppression de ce groupe fin 1985 entraîne l’arrêt de sa production.
Pour pouvoir participer aux compétitions Groupe N sud-africaines apparues en 1985, BMW South Africa lance en 1986 une version sportive de la 325i appelée 325iS. À partir de 1990 la 325iS sud-africaine est dotée d’un moteur six-cylindres de 2,7 litres, développant 194 ch, 25 de plus que le précédent, et équipé de culasses et pistons Alpina. Le championnat Groupe N sud-africain est remporté par Robbi Smith sur 325iS en 1993.
En 1991, la voiture concept Italdesign BMW Nazca C2 est motorisée par un V12 de 5,0 litres et 350 chevaux issu de l’Alpina B12 5.0 Coupé. En 1993, une nouvelle version Spider de la Nazca C2 est motorisée par le V12 de 5,7 litres et 380 chevaux issu de l’Alpina B12 5,7 E-KAT.
En 2002 et 2003, BMW réutilise le moteur développé par Alpina pour sa B10 V8 dans le X5 4.6iS qui représente la version haut de gamme et sportive du modèle. Ce moteur, basé sur le M62TUB44 de BMW, est nommé M62B46TÜ par BMW. Le X5 4.6iS est remplacé en 2003 par le 4.8iS doté du nouveau moteur N62B48.
Le moteur du Mini Countryman All4 Racing engagé en rallye-raid, notamment au rallye Dakar remporté par Mini de 2012 à 2015, est développé par BMW Motoren à Steyr et fabriqué à la main par Alpina.

### Projets étudiés
Alpina a étudié la faisabilité de plusieurs modèles, notamment de deux supercars, qui n’ont finalement pas vu le jour.
Au tout début des années 1980, alors que BMW allait arrêter la production de la M1 qui était un échec commercial, ils proposent à Alpina, alors toujours préparateur, d’en faire sa propre version,. Cependant, les modifications envisagées par Alpina pour rendre plus performante et plus utilisable au quotidien une voiture prévue pour la compétition imposaient d’augmenter l’empattement et d’utiliser le moteur turbo des B7 Turbo et B7 S Turbo en remaniant tout le système de prises d’air et de refroidissement. De telles modifications du design et de l’architecture de la voiture, trop importantes, ont entraîné l’abandon du projet.
Un peu plus de dix ans plus tard, au début des années 1990, Alpina se voit proposer par BMW de produire en série la voiture-concept Nazca C2. Les Nazca C2 et Nazca C2 Spider était déjà motorisées par des moteurs V12 Alpina. Cependant, les modifications nécessaires pour en faire une voiture de série nécessitaient des adaptations qui auraient abouti à un coût unitaire beaucoup trop élevé d’environ 600 000 Deutsche Mark. La proposition est déclinée.
Au début des années 2000, Alpina a commencé la conception de sa propre version de la Mini avant d’abandonner le projet. De ce projet avorté est restée la vente de jantes Alpina pour la Mini.
Le développement d’une version de la deuxième génération du BMW X5 (E70, 2007-2013) dotée d’un V8 compressé a été étudié vers 2005 et 2006, avec notamment une importation en Amérique du Nord par BMW North America,. Cela n’a pas abouti.